# Ardennes flamandes
Pour les articles homonymes, voir Ardennes.
Une proposition de fusion est en cours entre Ardennes flamandes et Paysage régional Ardennes flamandes.

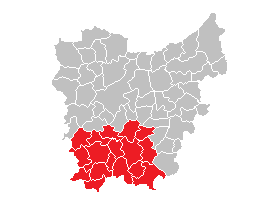
Situation des communes des Ardennes flamandes dans la province de Flandre-Orientale.

Les Ardennes flamandes (Vlaamse Ardennen en néerlandais) sont une région naturelle sise entre l'Escaut et la Dendre, caractérisée par son aspect vallonné. Topographiquement et géologiquement, elle est la même que le Pays des Collines de la région wallonne immédiatement voisine, et semblable aux monts des Flandres plus à l'ouest en Flandre-Occidentale et en Flandre française. Son sommet, le Hotond (nl) atteint 151 m. Du point de vue administratif, les Ardennes flamandes sont en Flandre-Orientale.
Elle n’est pas strictement délimitée, mais on désigne souvent de cette façon l’arrondissement d'Audenarde et la commune de Zottegem. Le nom a été utilisé la première fois, dans un écrit poétique de l’écrivain Omer Wattez de 1889. La région n’a pas beaucoup de points communs avec l'Ardenne, l'expression « Ardennes flamandes » est une hyperbole du même type que « Suisse normande » ou « Suisse picarde », qui souligne à la fois la grande modestie de ces reliefs par contraste avec la vraie Ardenne, et l'attachement des Flamands pour ces seuls reliefs qui structurent le territoire, contrastant avec les basses plaines plus habituelles dans la région. Le plus haut sommet est le Hotond (nl), qui culmine à 151 m.

## Paysage régional reconnu
La région est l’un des paysages régionaux officiellement reconnus par la Région flamande : Paysage régional Ardennes flamandes (en néerlandais : Regionaal Landschap Vlaamse Ardennen). Elle est soutenue par l’office du tourisme de la province de Flandre Orientale.
Les atouts touristiques de cette région sont des paysages ouverts en pente douce offrant des panoramas uniques, de très pittoresques cœurs villageois, des chaussées tortueuses, des rangées de peupliers, sur les racines desquels pousse la lathrée clandestine (Lathraea clandestina), des sentiers couverts, des petites villes culturelles.  
Cette région de collines est appréciée des promeneurs, et surtout des amateurs de cyclisme ; en attestent les diverses courses cyclistes qui ont placé les côtes de la région dans leurs parcours (par exemple, le Tour des Flandres).

## Communes des Ardennes flamandes
- Audenarde
- Brakel
- Gavere
- Grammont
- Horebeke
- Herzele
- Kluisbergen
- Kruishoutem
- Lierde
- Markedal
- Oosterzele
- Renaix
- Hautem-Saint-Liévin
- Wortegem-Petegem
- Zingem
- Zottegem
- Zwalin

## Monts des Ardennes flamandes  et du Pays des Collines

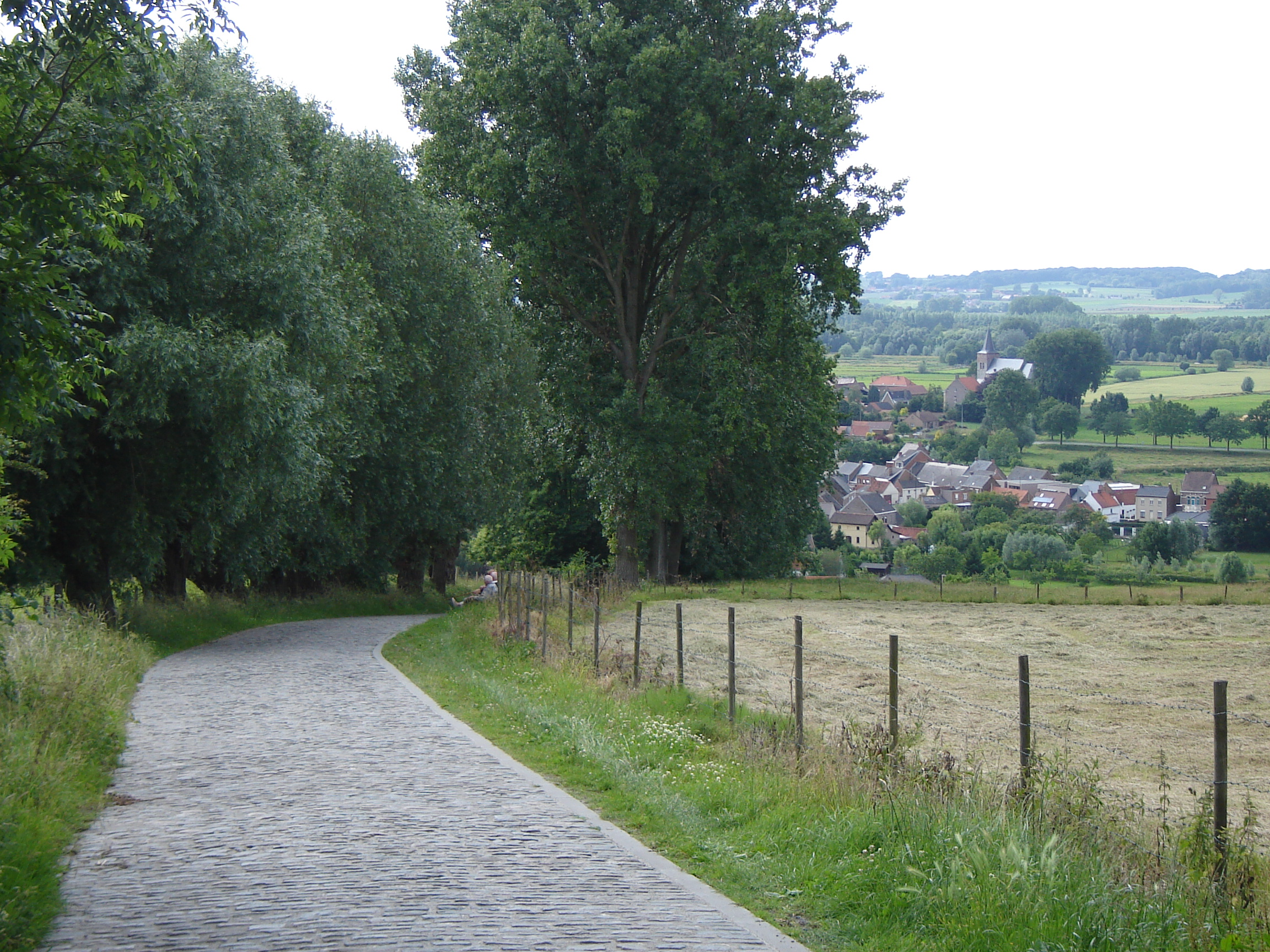
Koppenberg à Audenarde

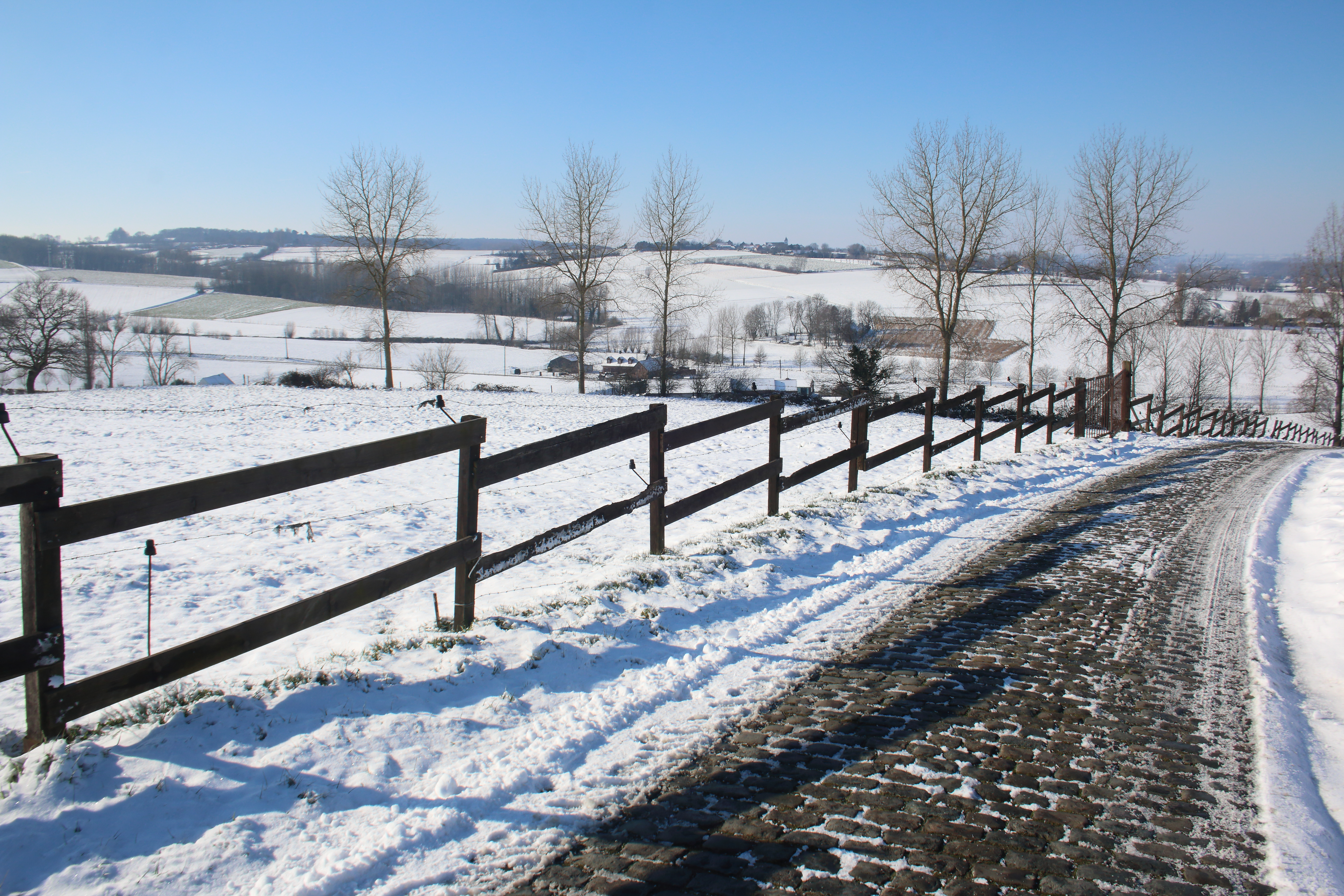
Paterberg à Kluisbergen

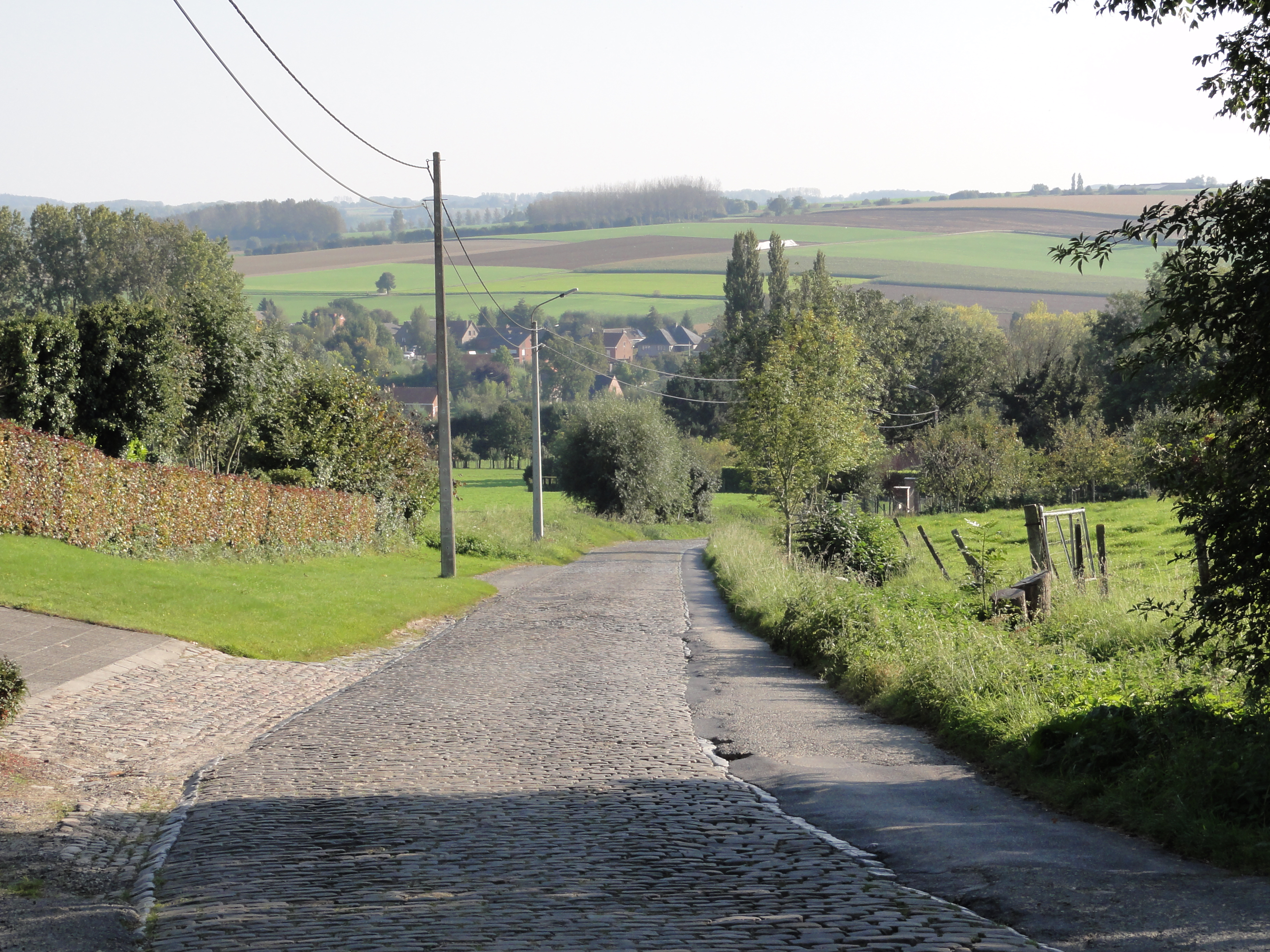
Eikenberg à Markedal

| Nom                 | Altitude (mètres au dessus du niveau de la mer) | Commune                                            |
| ------------------- | ----------------------------------------------- | -------------------------------------------------- |
| Pottelberg          | 157                                             | Flobecq (Pays des Collines)                        |
| Hotond (nl)         | 150                                             | Renaix — Kluisbergen                               |
| Mont de l'Enclus    | 142                                             | Kluisbergen — Mont-de-l'Enclus (Pays des Collines) |
| Muziekberg          | 148                                             | Renaix — Markedal                                  |
| La Houppe (nl)      | 148                                             | Flobecq (Pays des Collines)                        |
| Mont de Rhodes (nl) | 141                                             | Opbrakel - Flobecq (Pays des Collines)             |
| Côte de Trieu       | 123                                             | Kluisbergen — Mont-de-l'Enclus (Pays des Collines) |
| Vieux-Mont (nl)     | 110                                             | Grammont                                           |
| Moerbekeheuvel (nl) | 110                                             | Moerbeke – Gammerages (Pajottenland)               |
| Edelareberg         | 86                                              | Audenarde                                          |
| Balei (nl)          | 83                                              | Hautem-Saint-Liévin                                |
| Koppenberg          | 79                                              | Audenarde                                          |

## Images

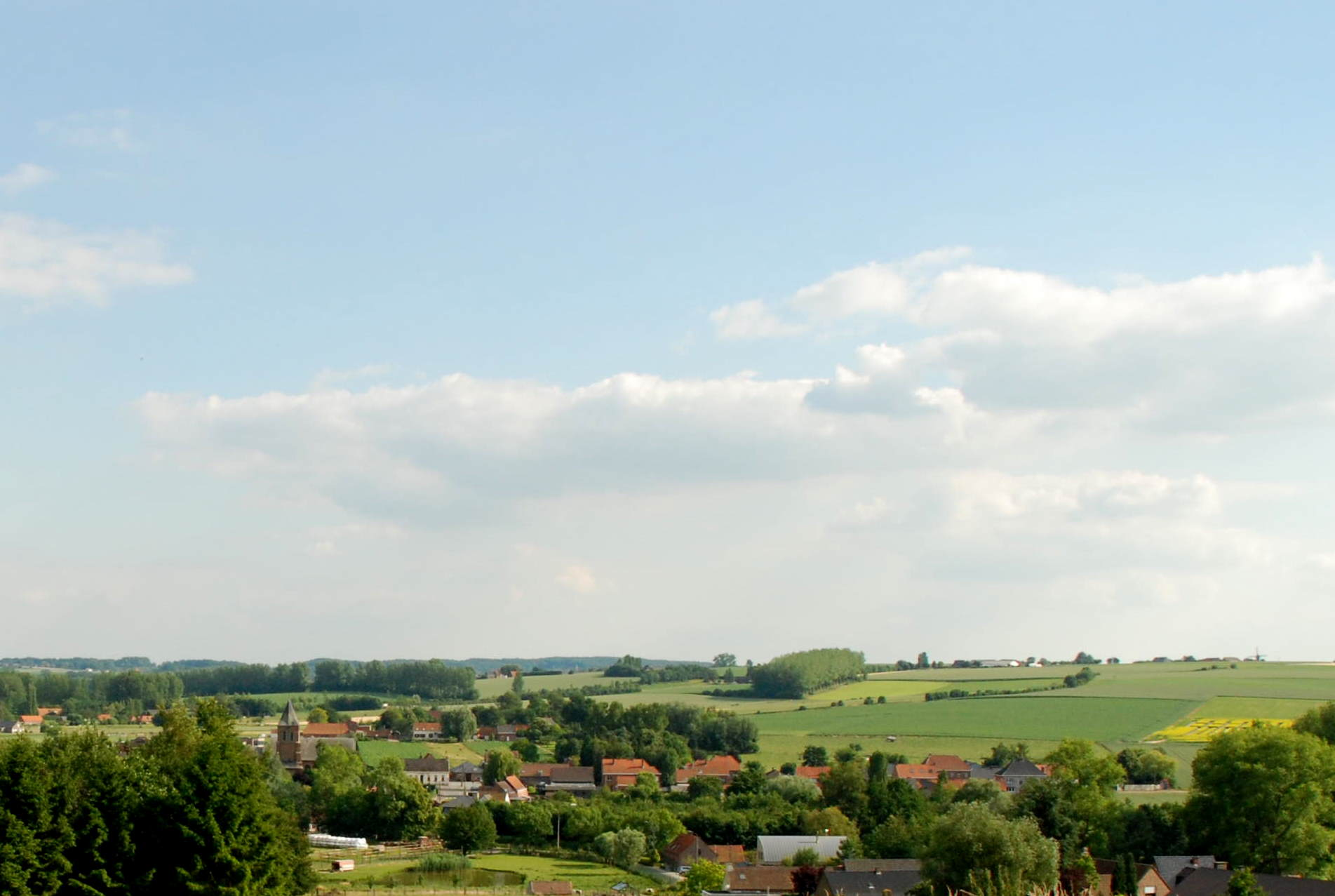
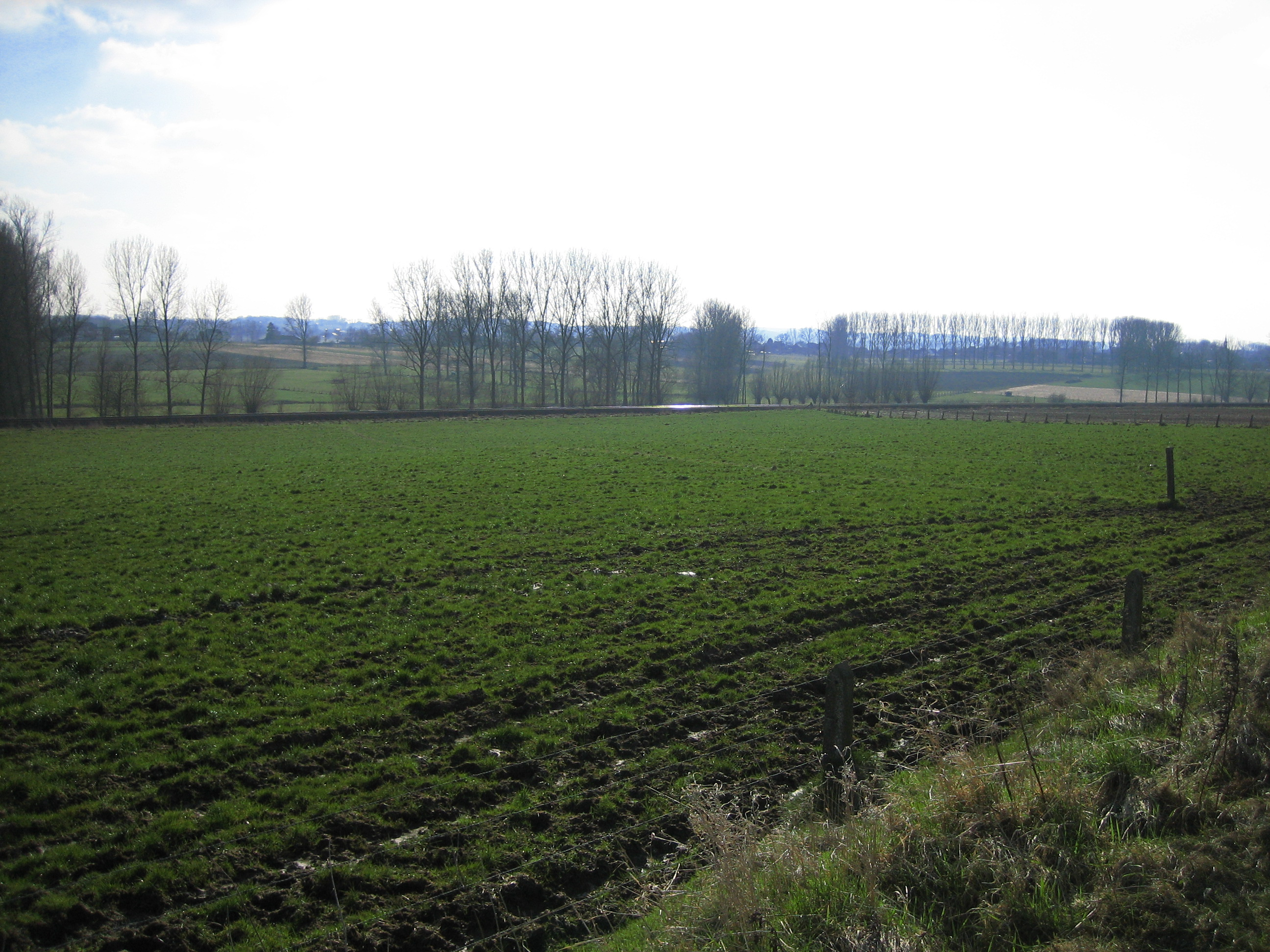
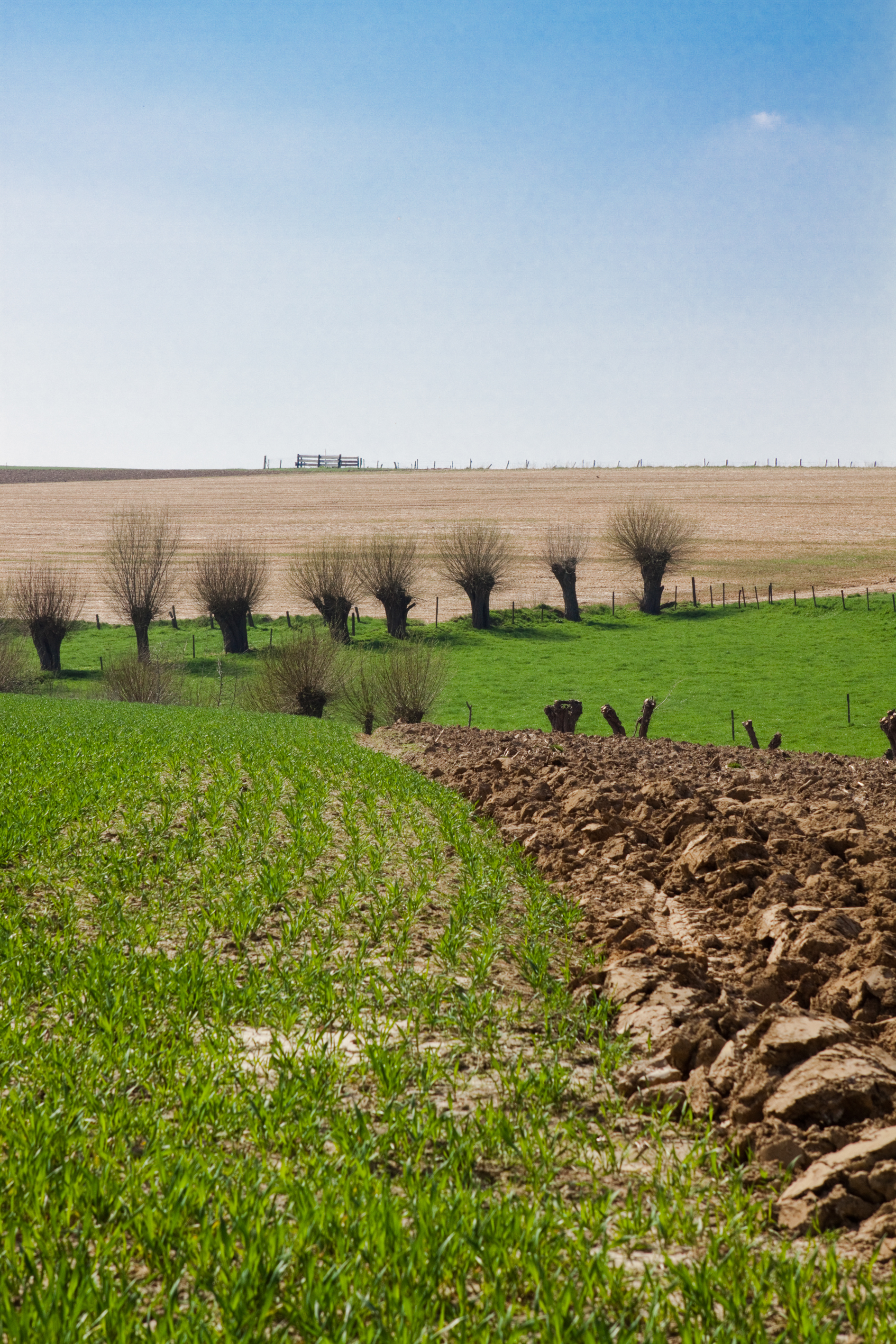
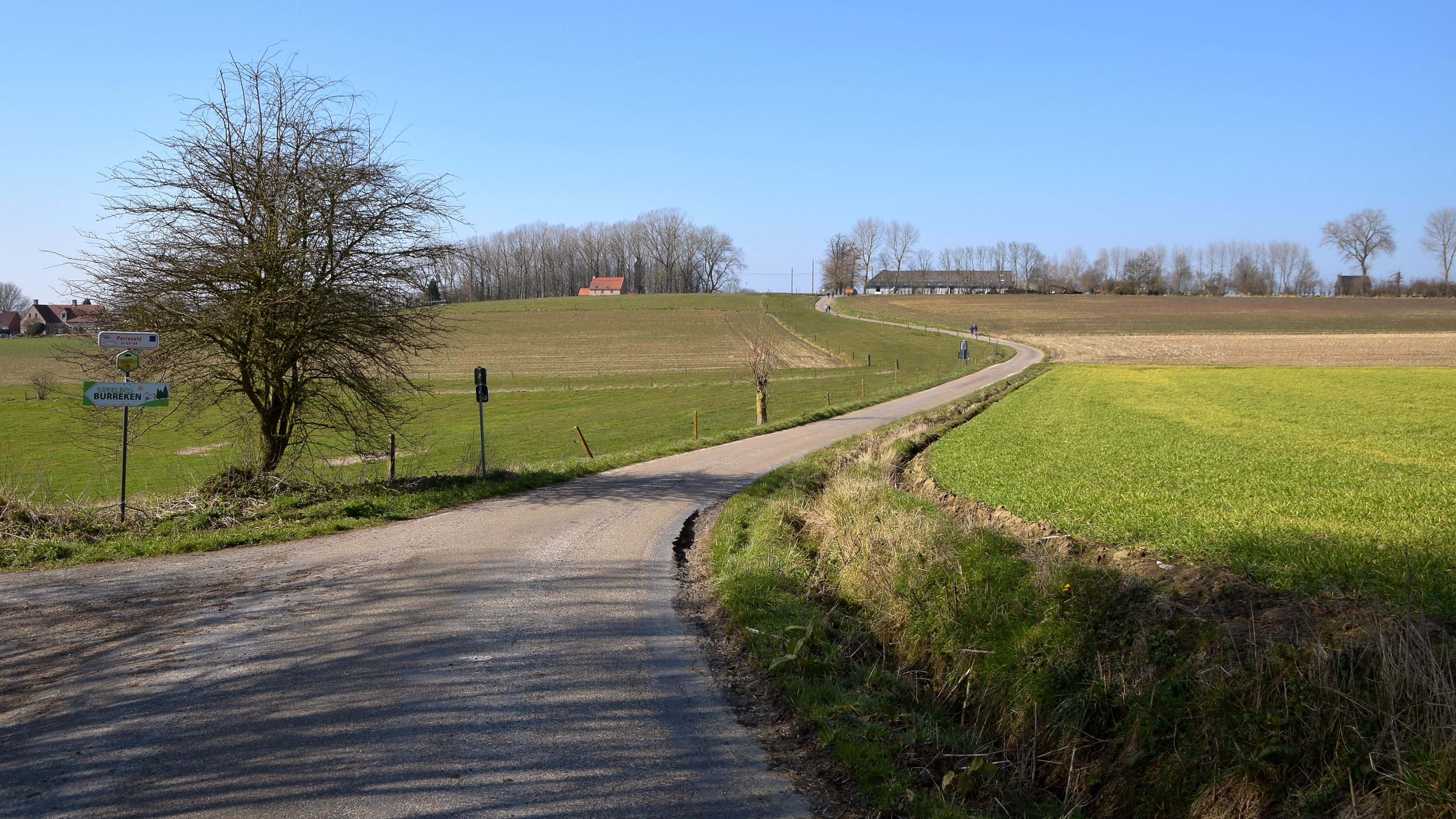
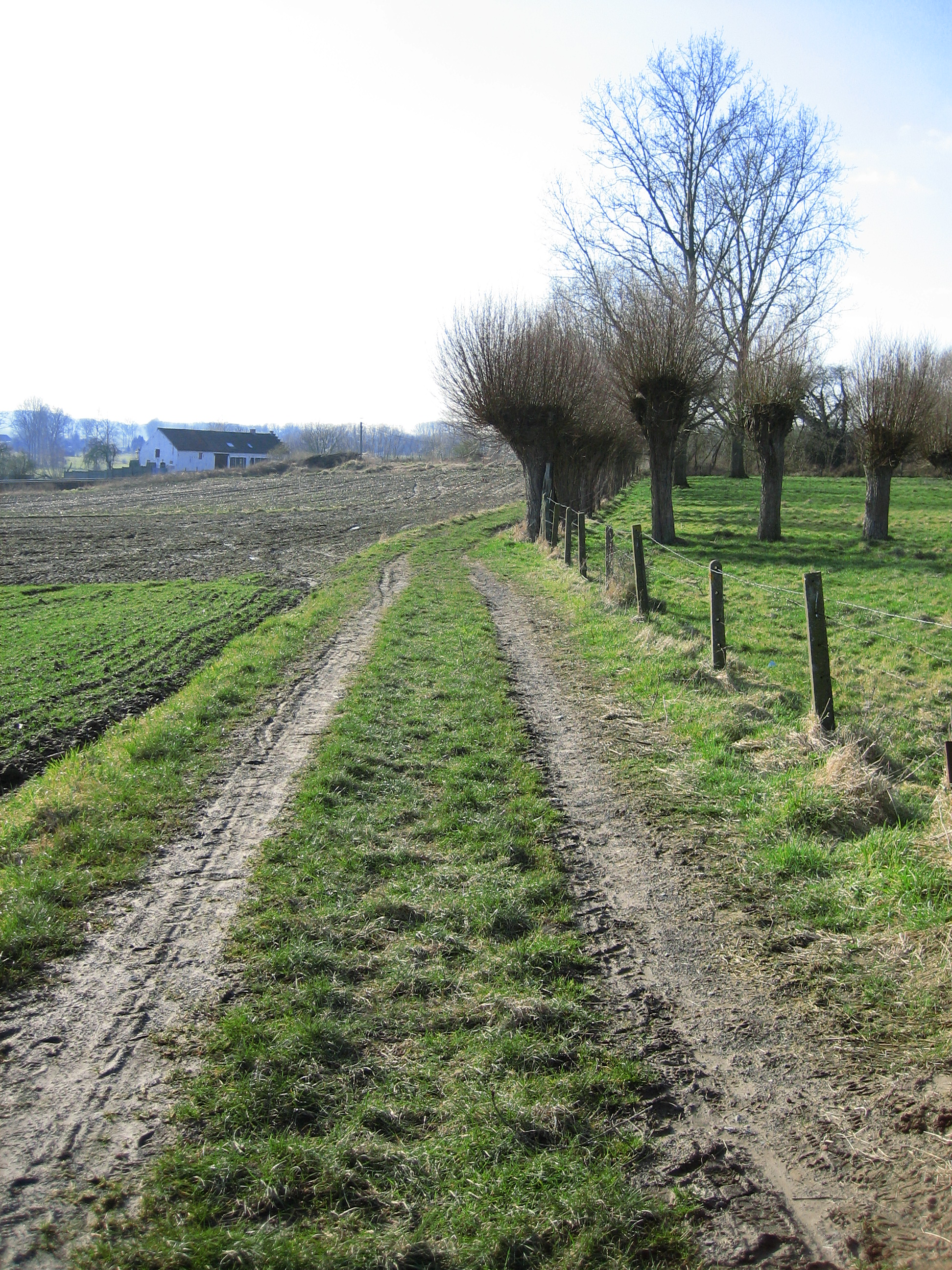
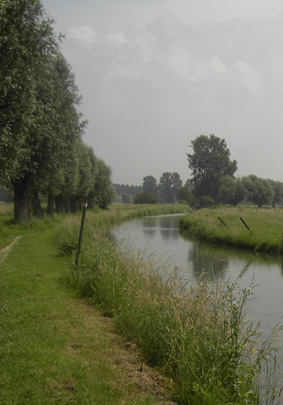
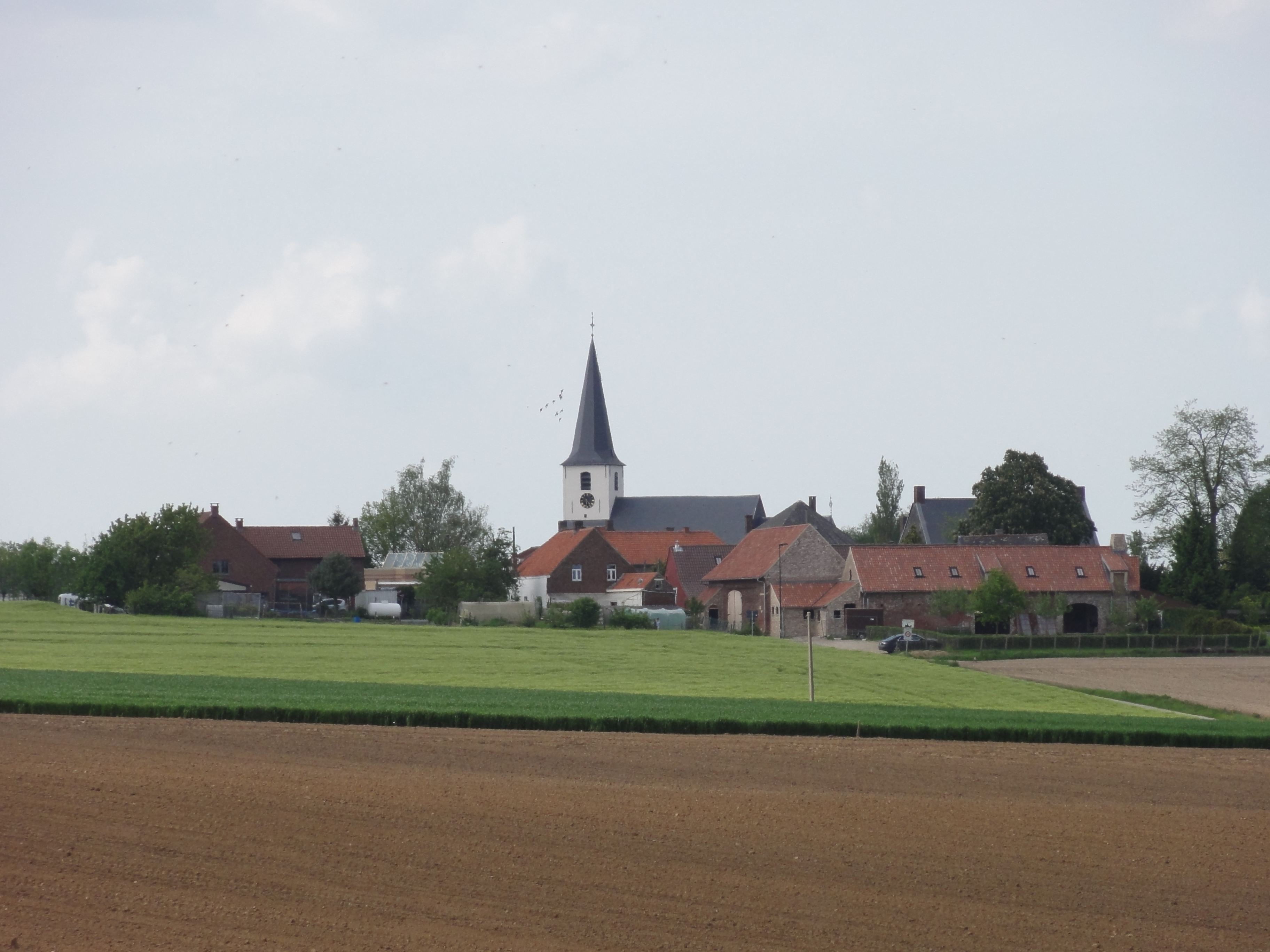
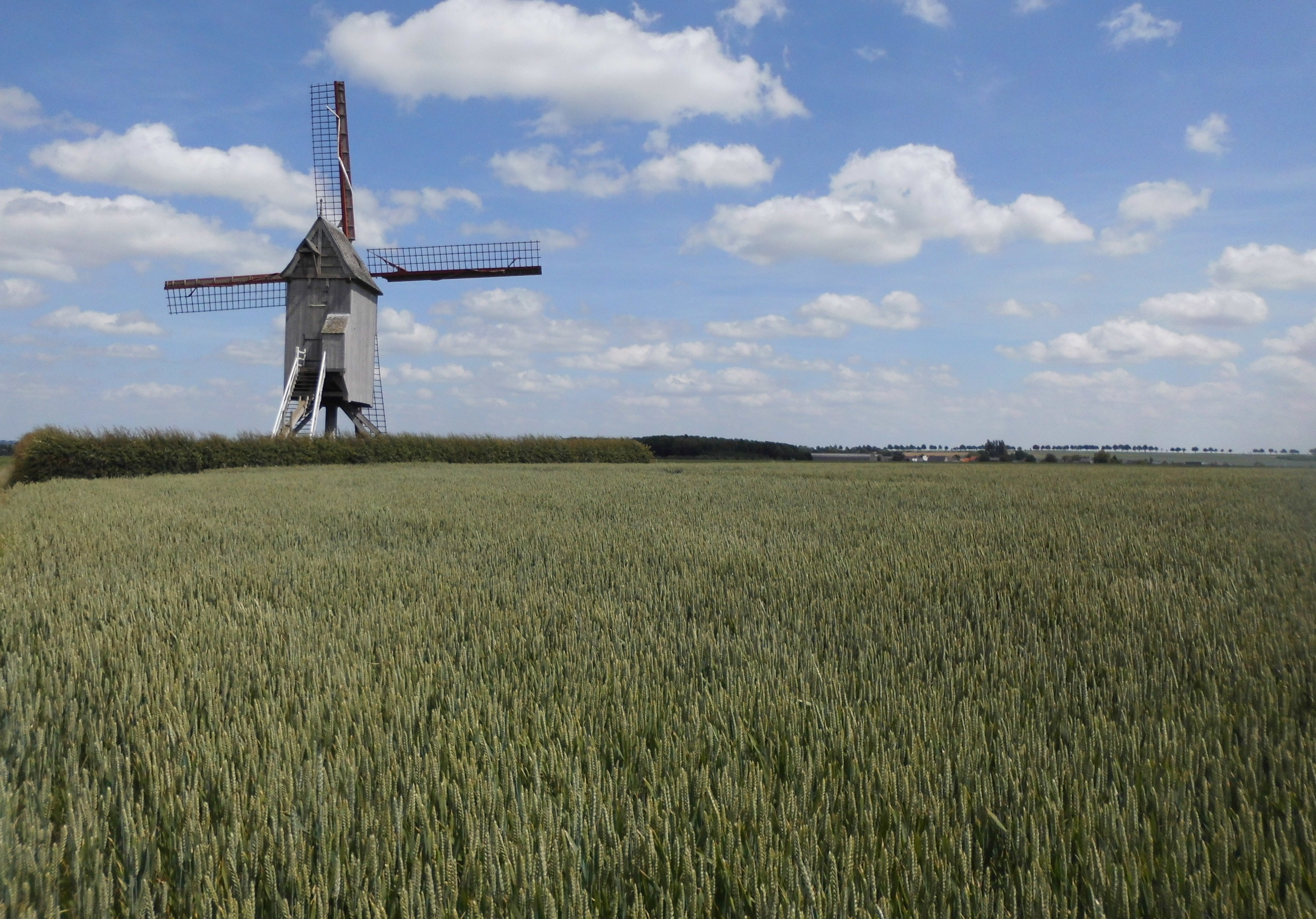
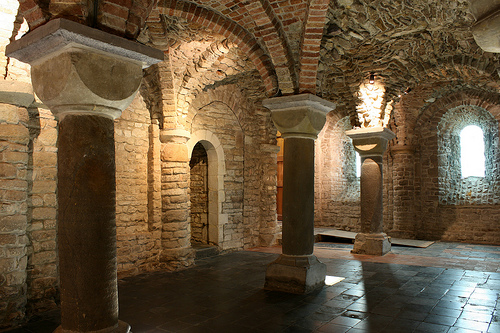
Renaix
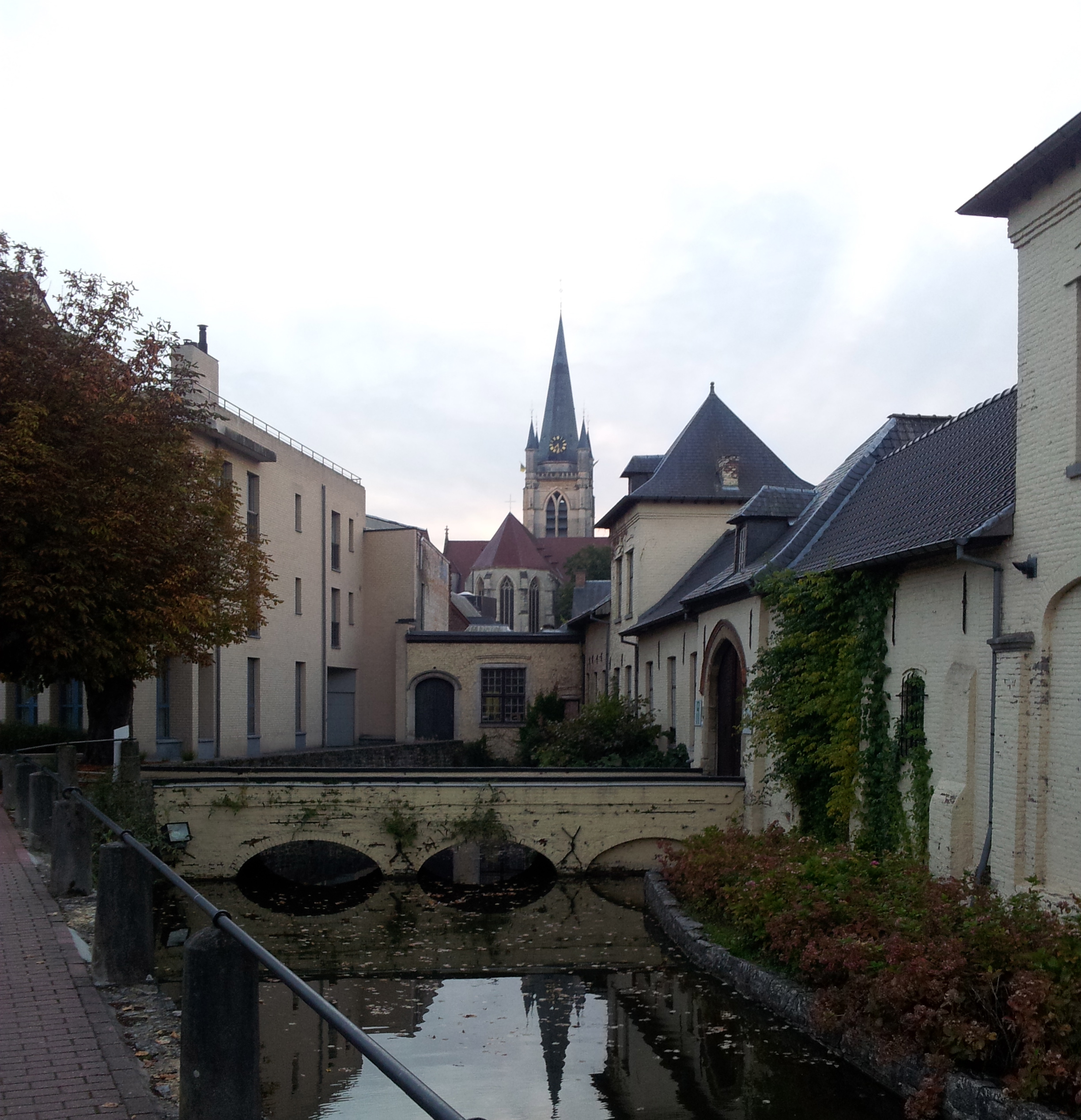
Renaix
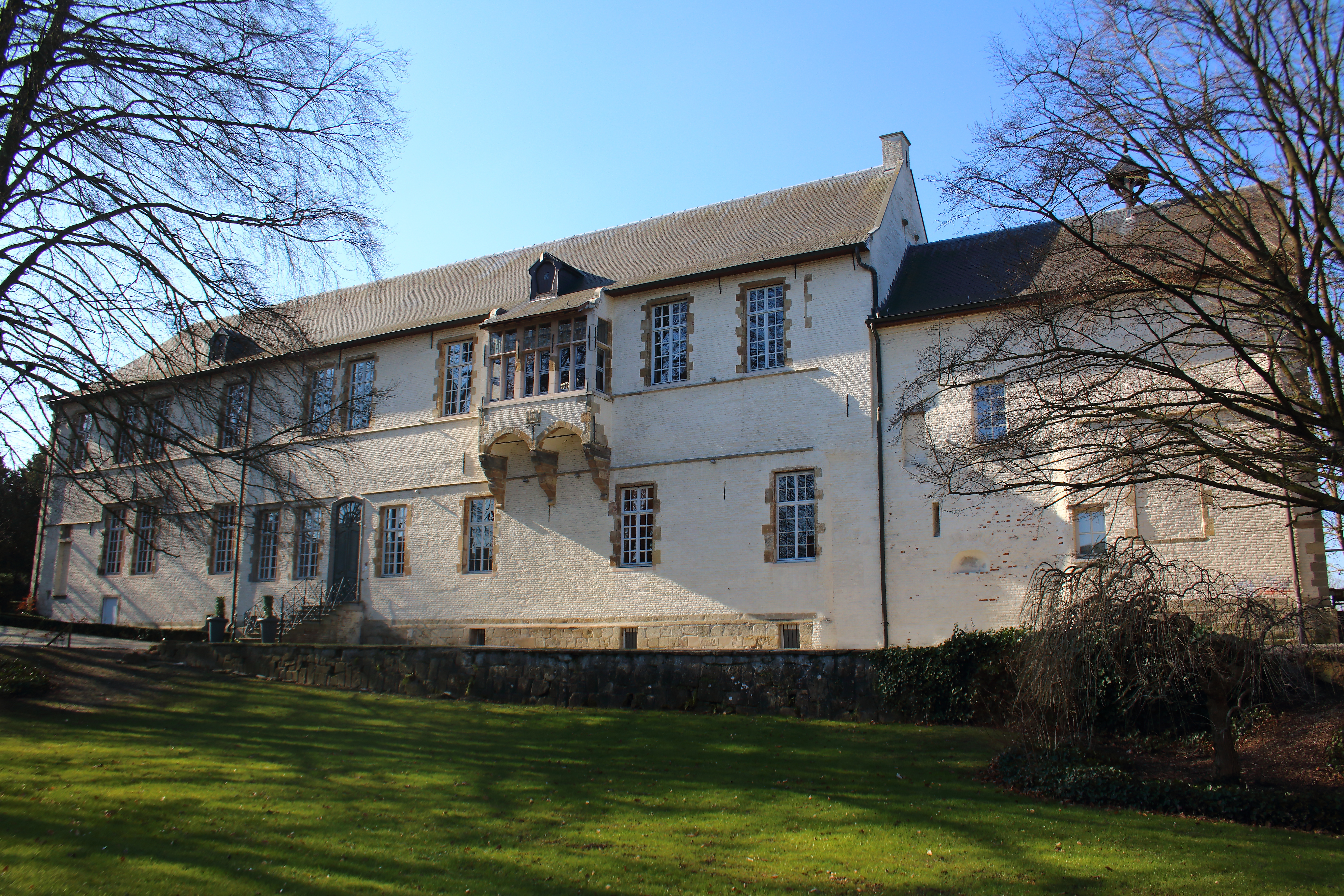
château d'Egmont,Zottegem
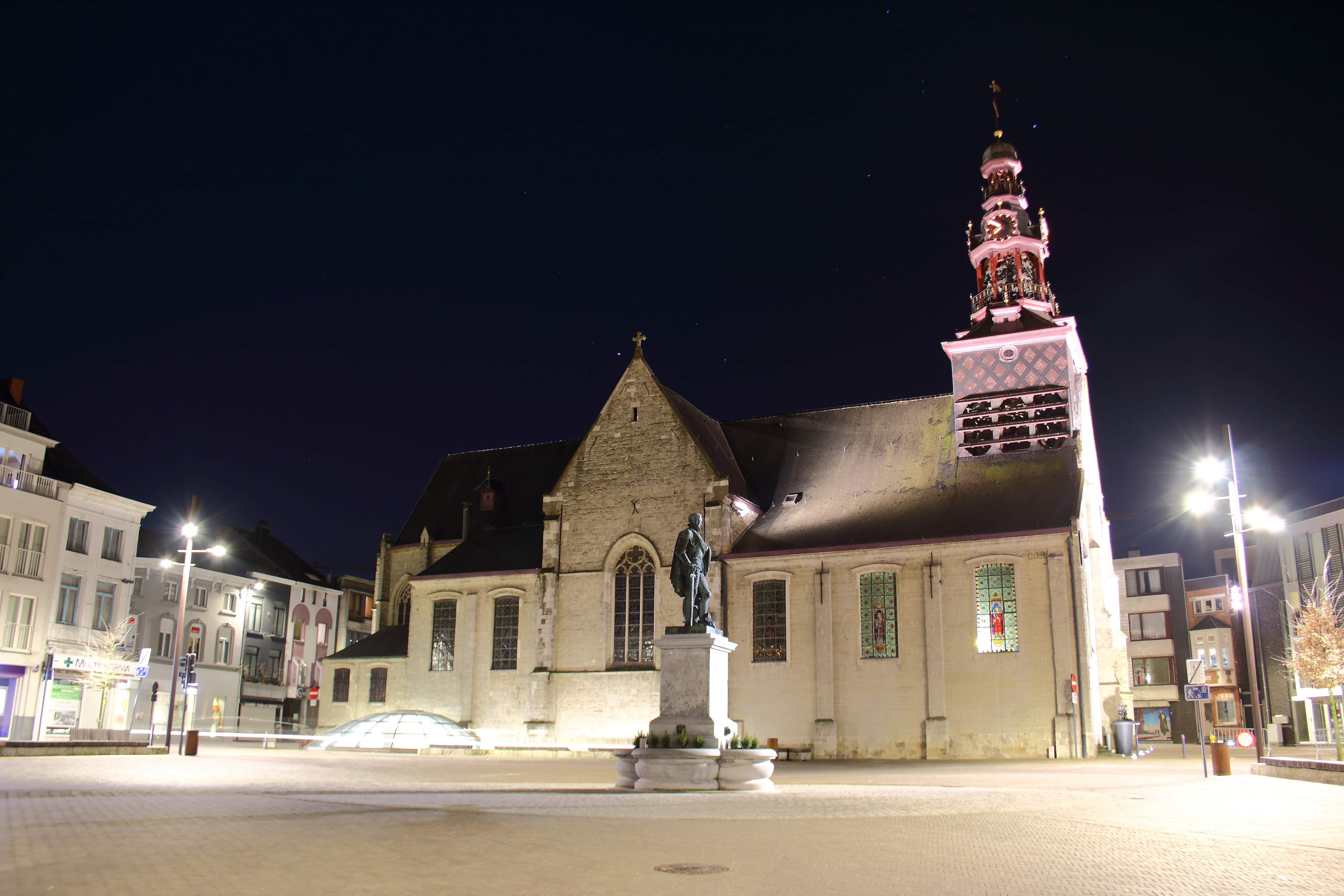
Zottegem
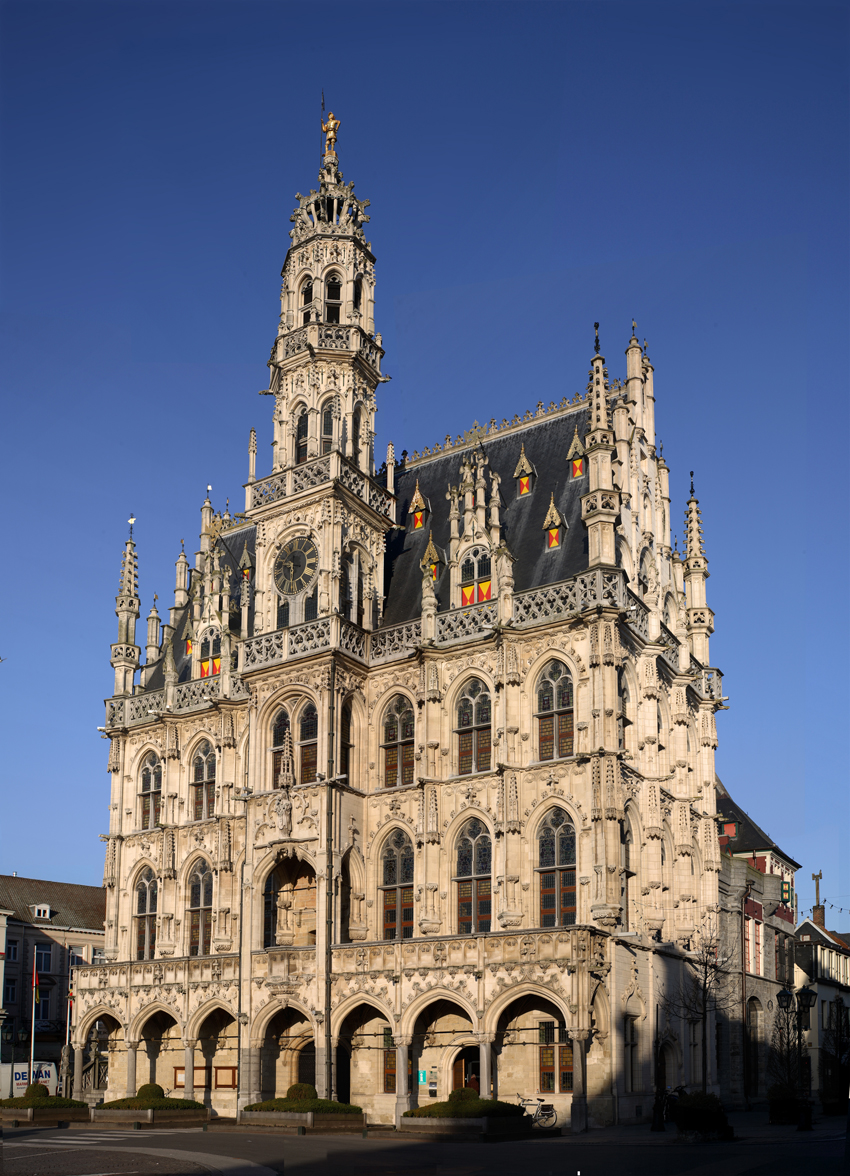
Audenarde
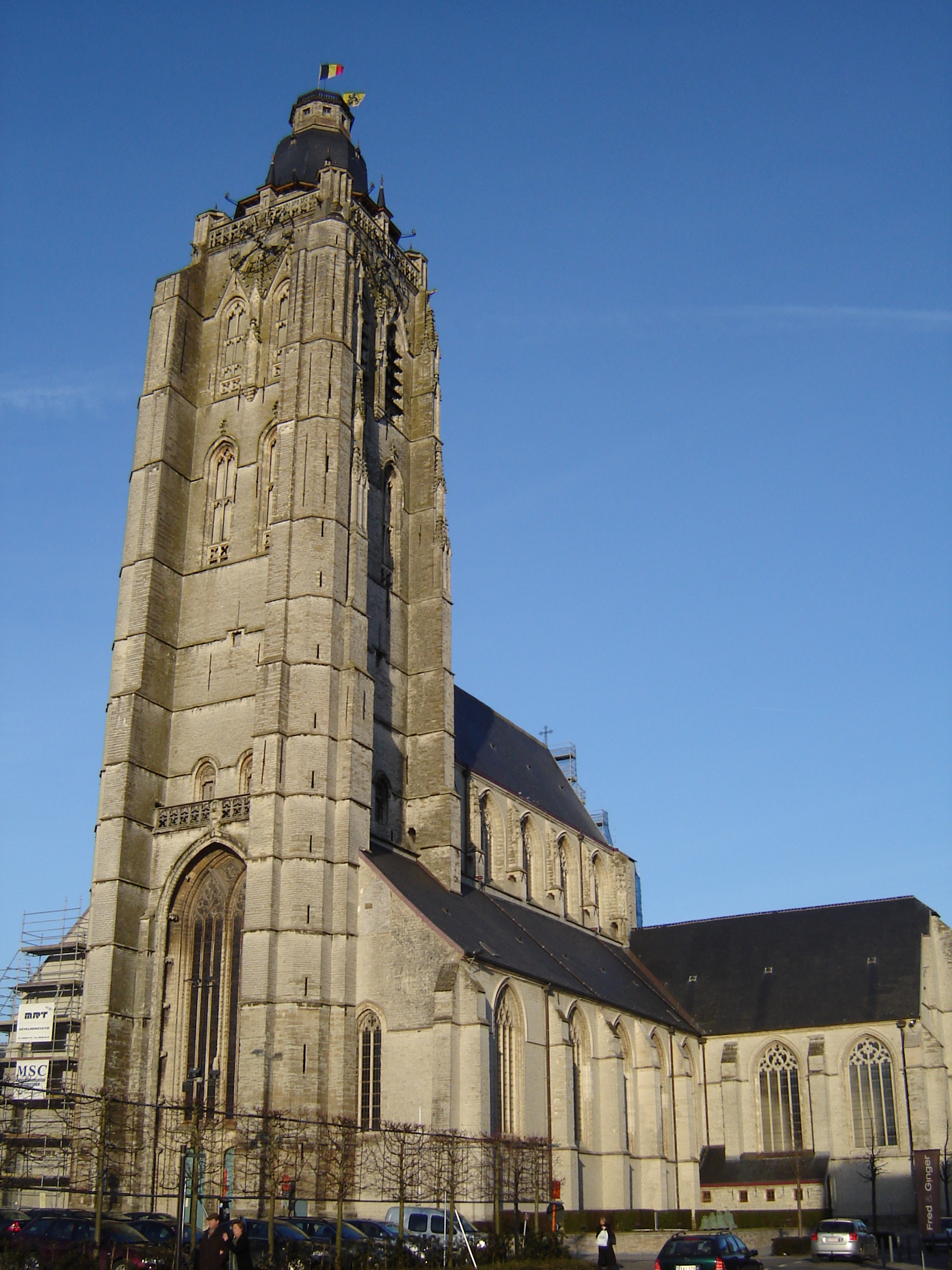
Audenarde
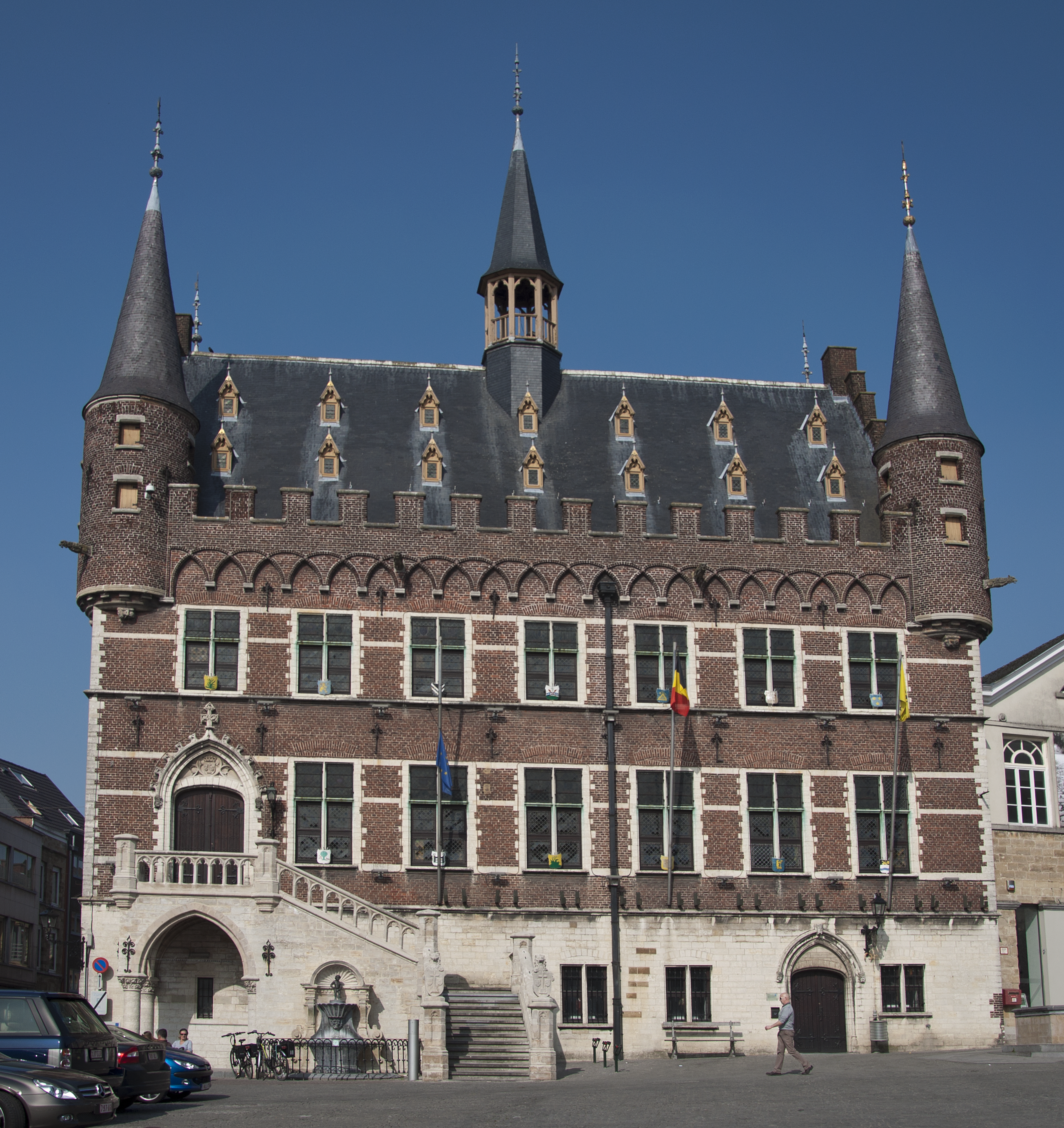
Grammont
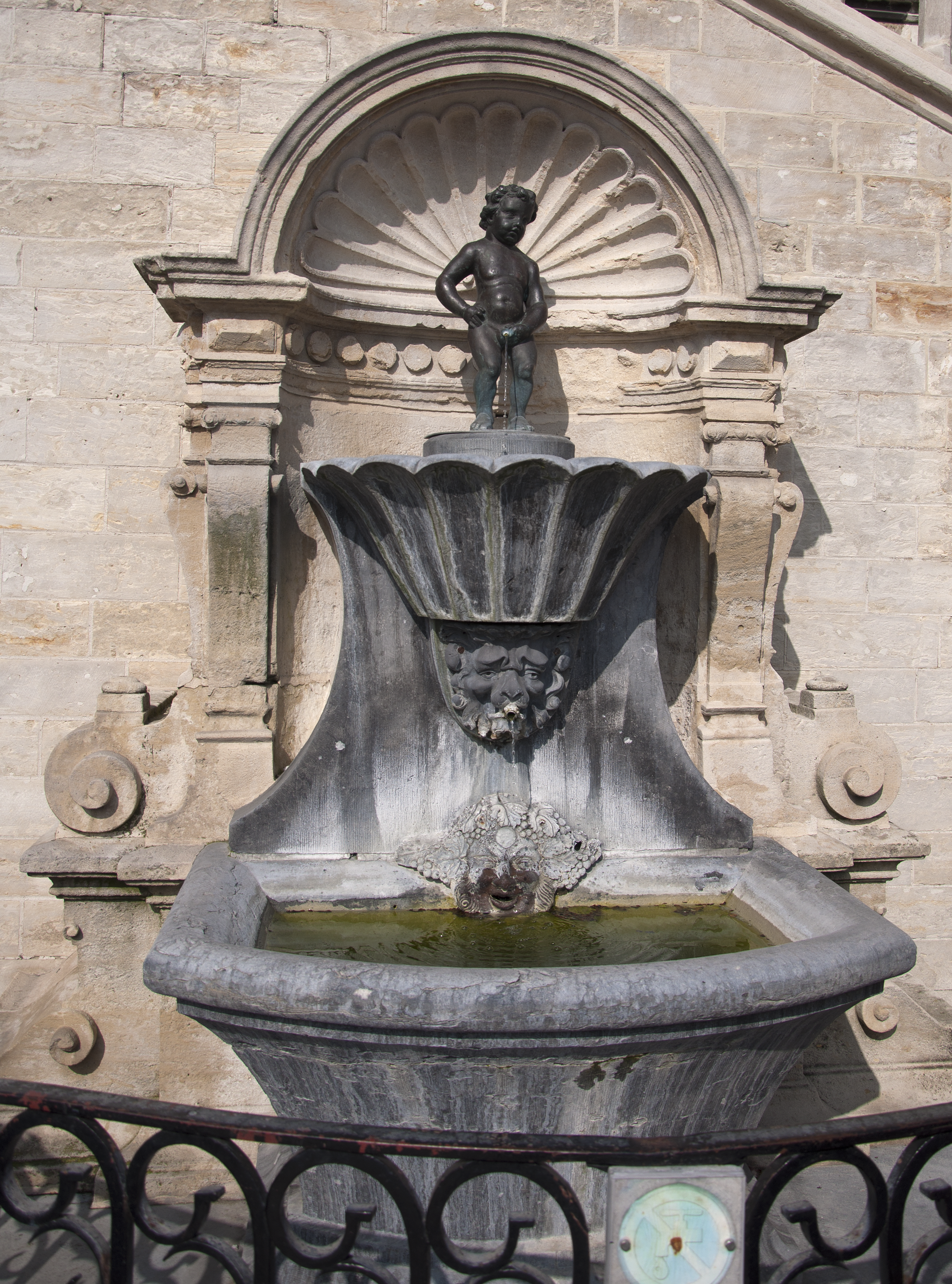
Manneken-Pis de Grammont
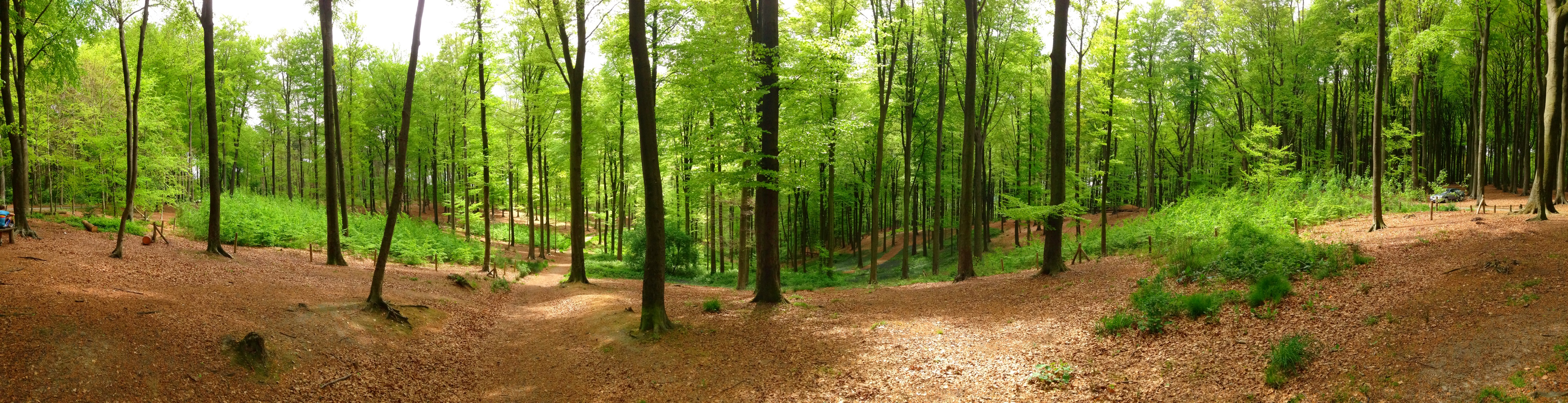
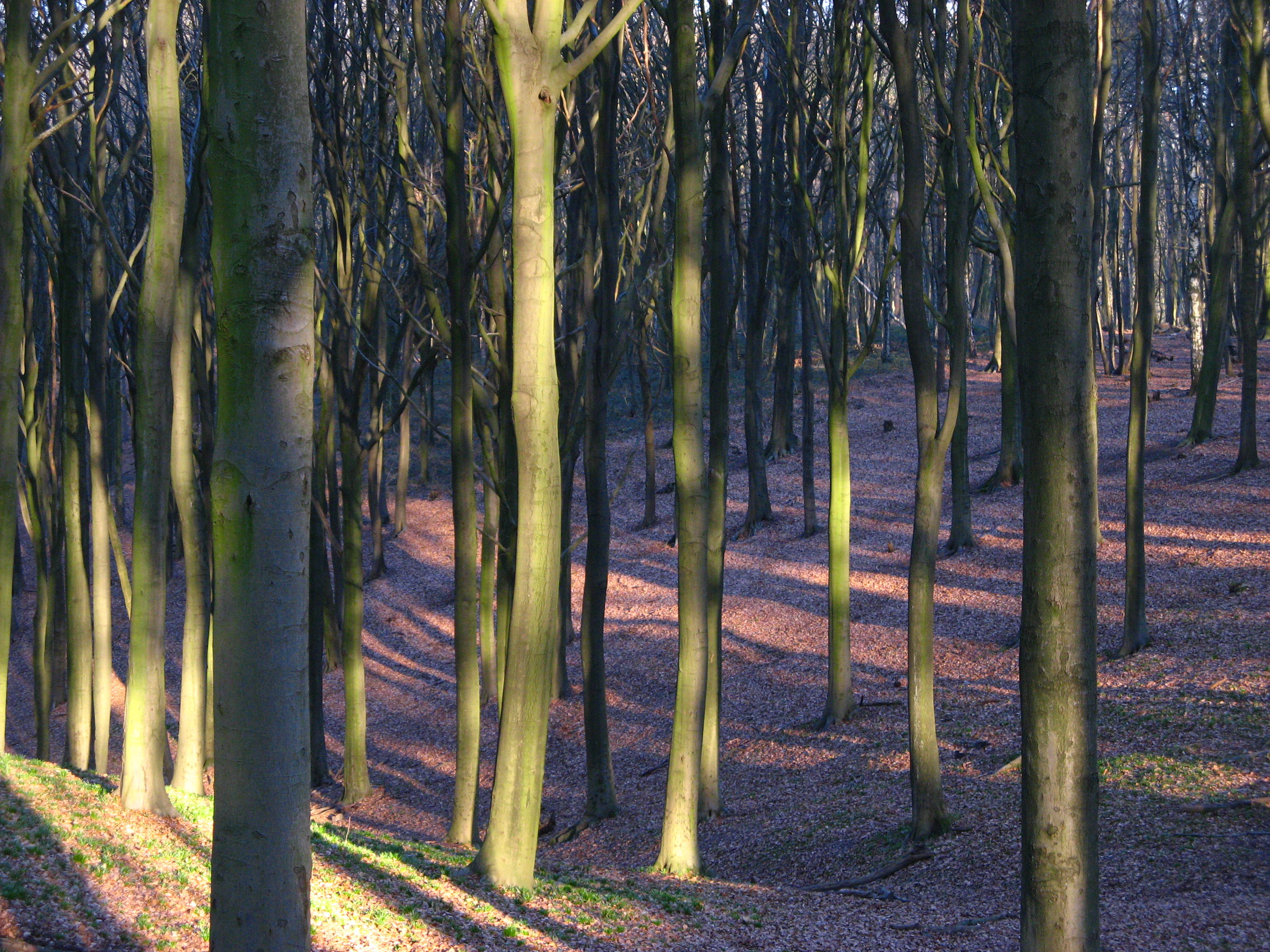
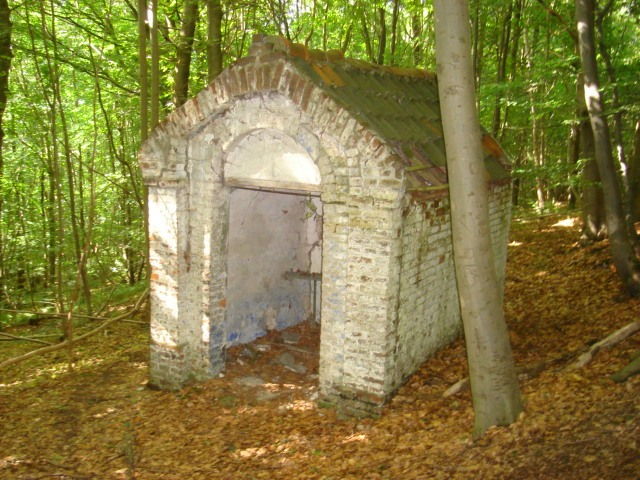
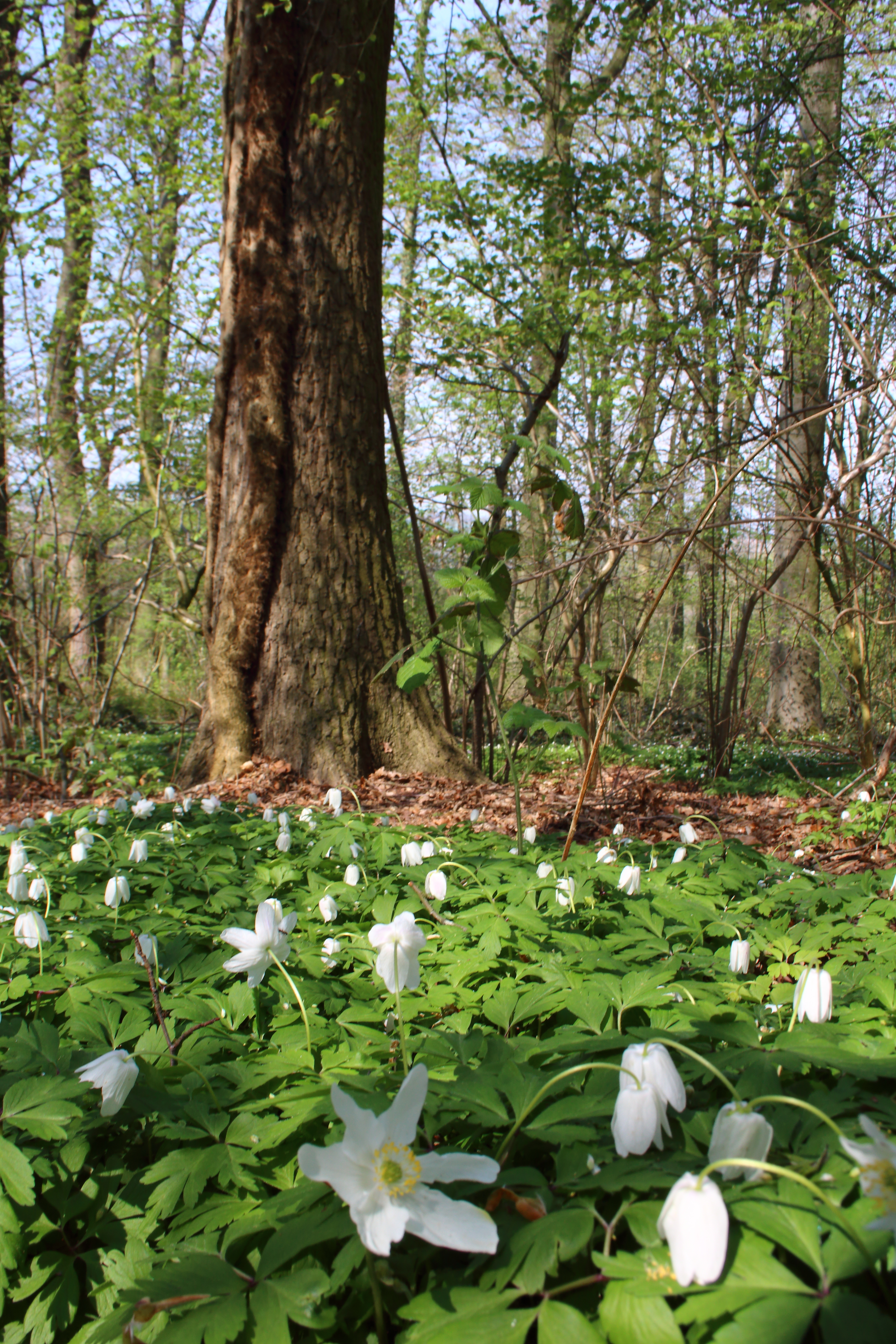
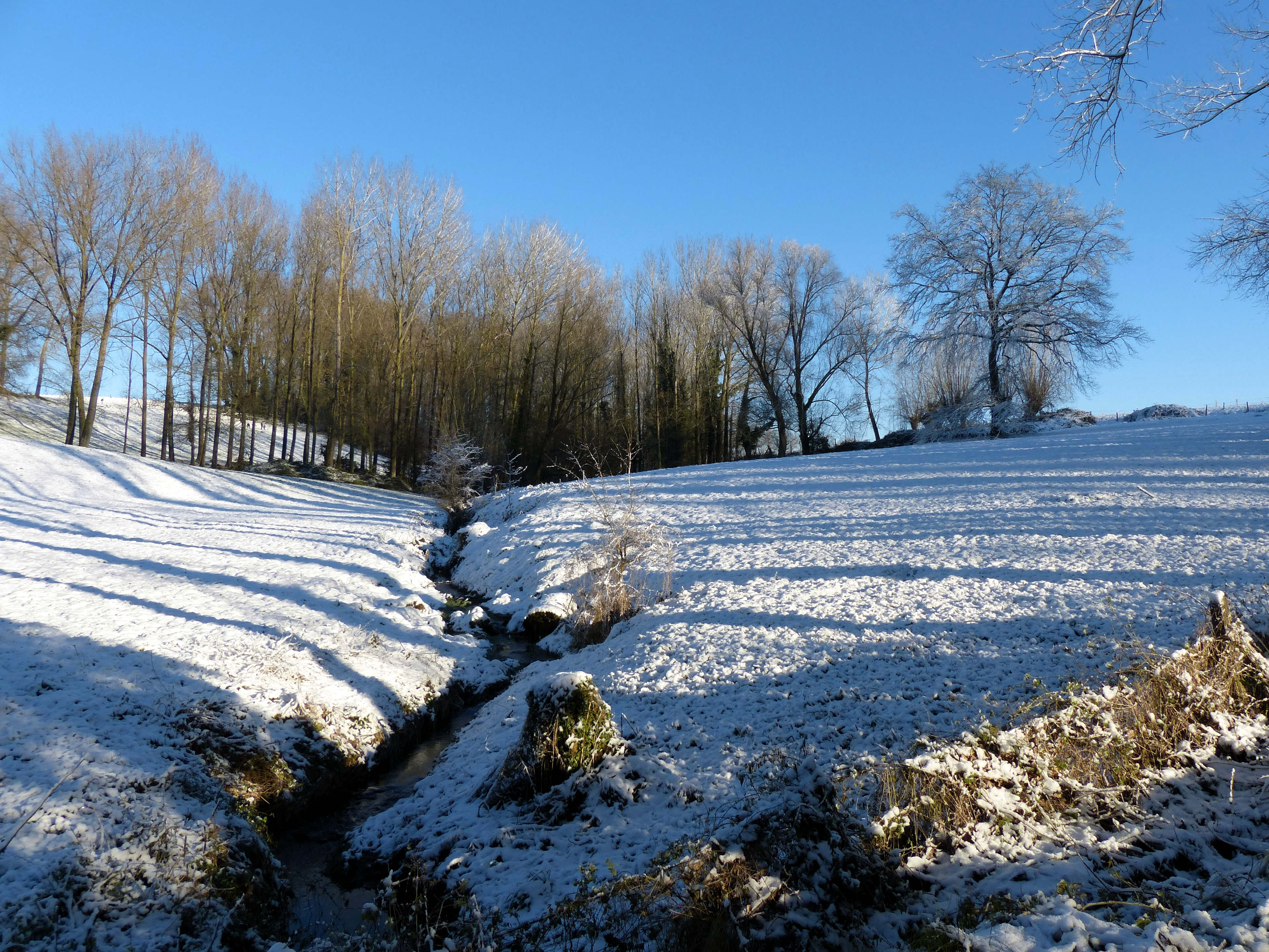
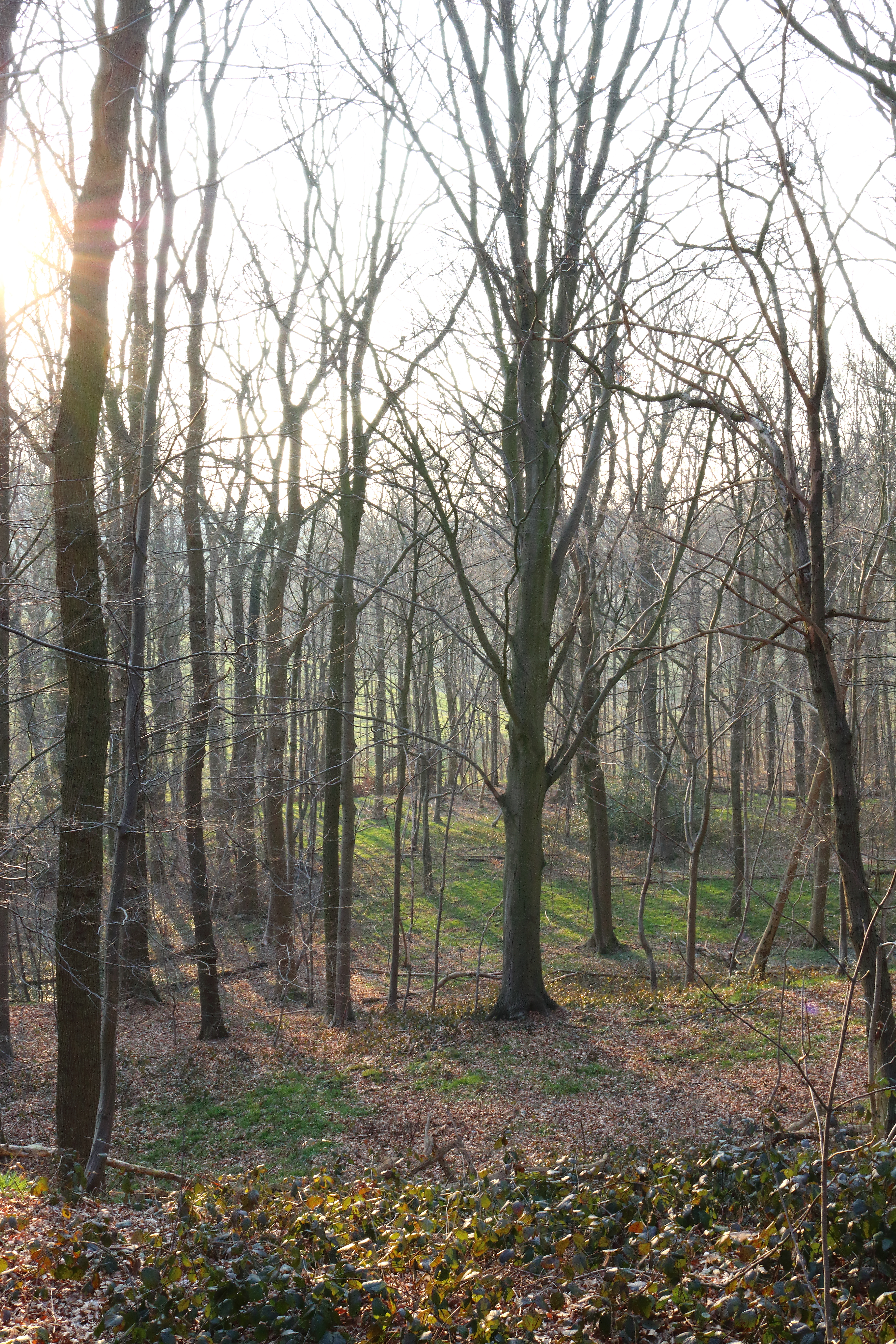
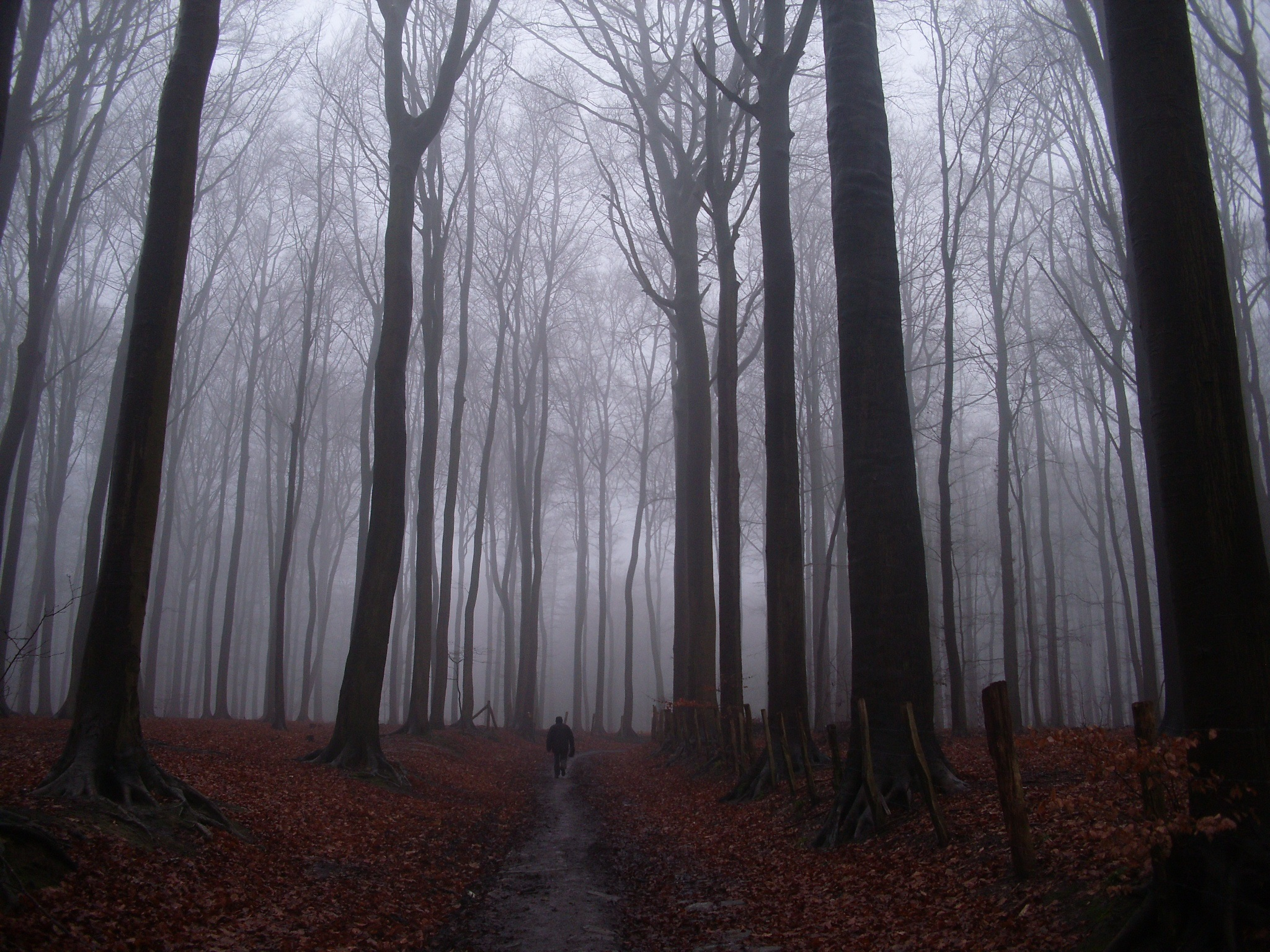
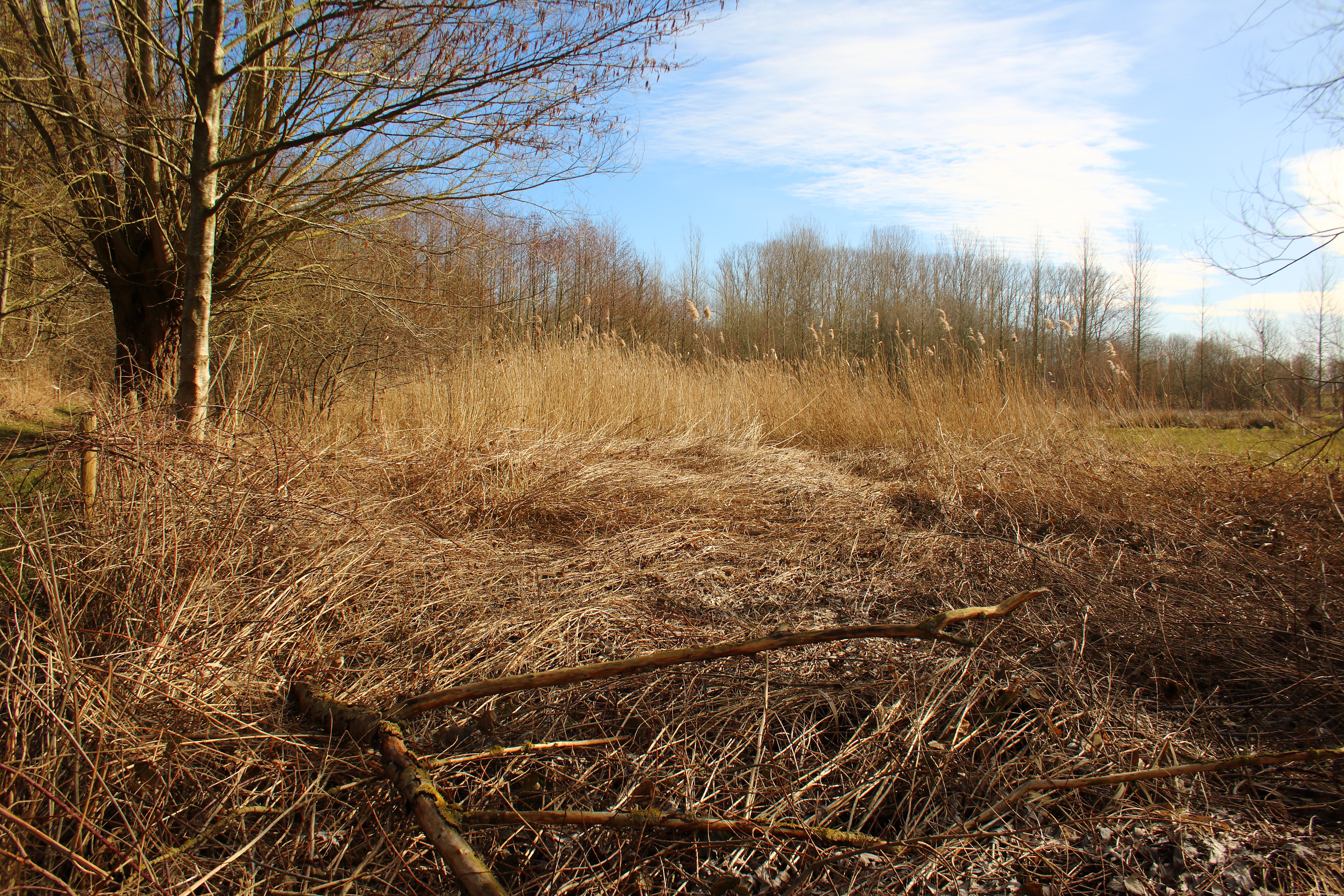
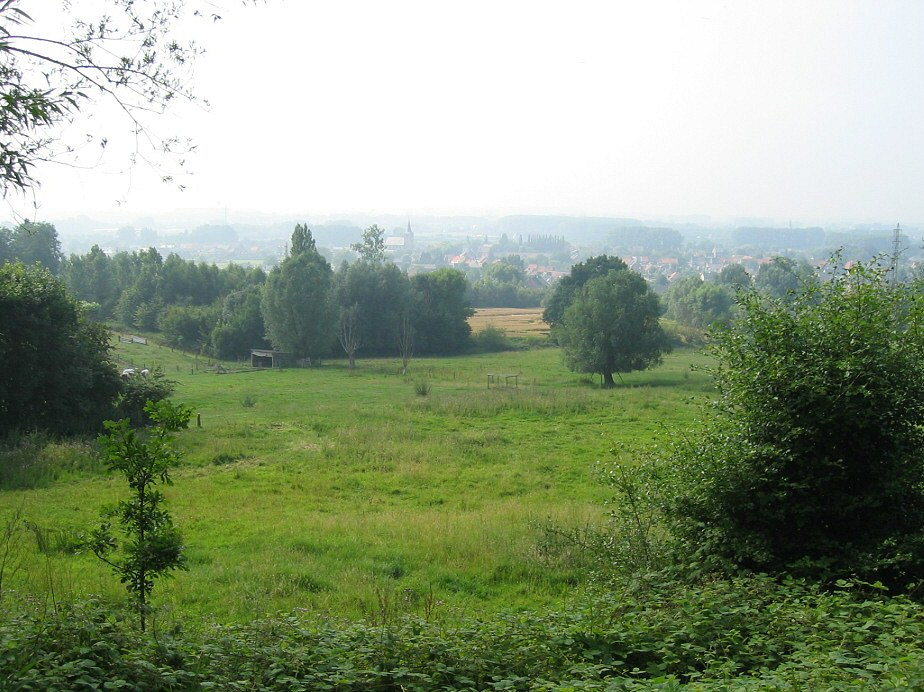
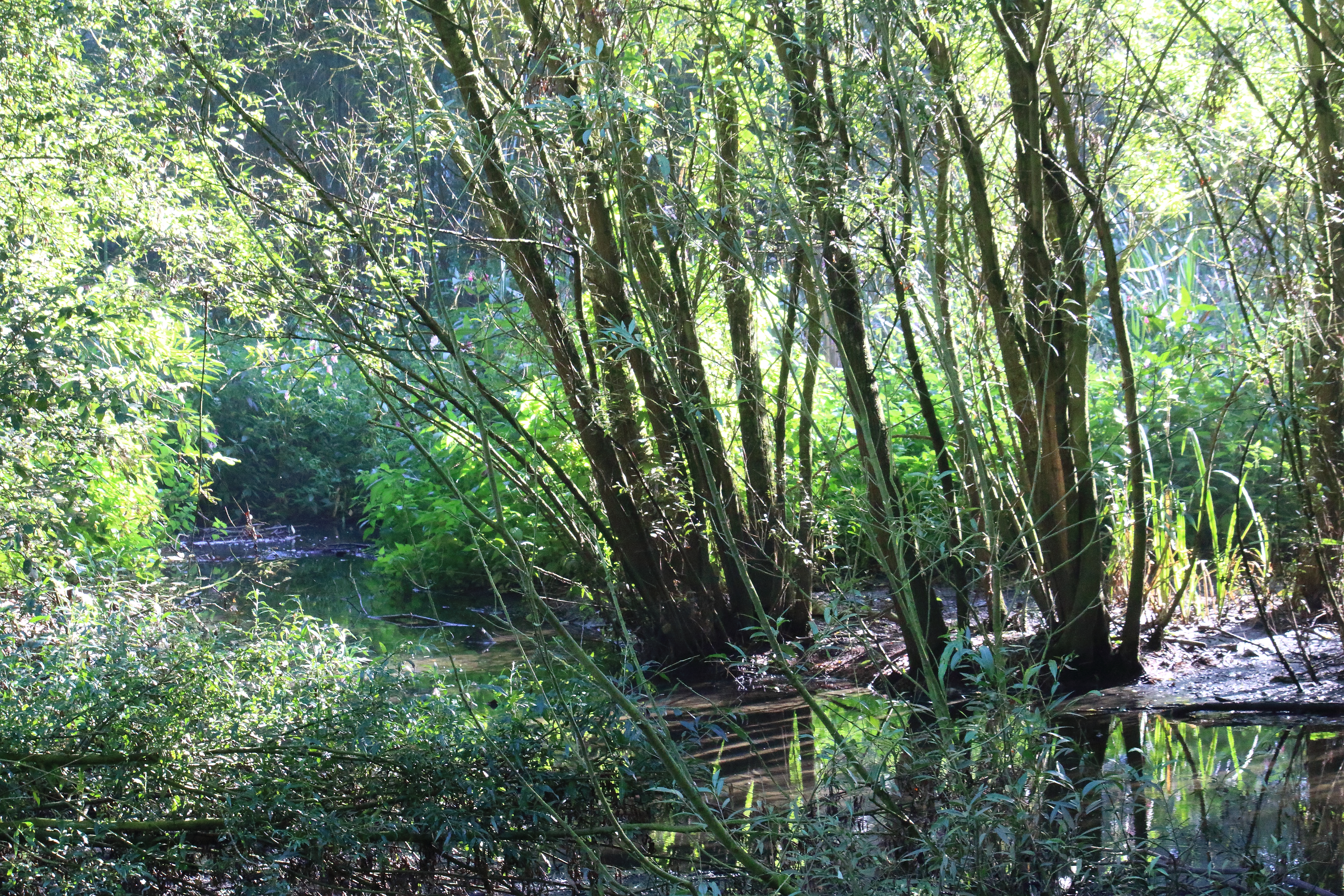
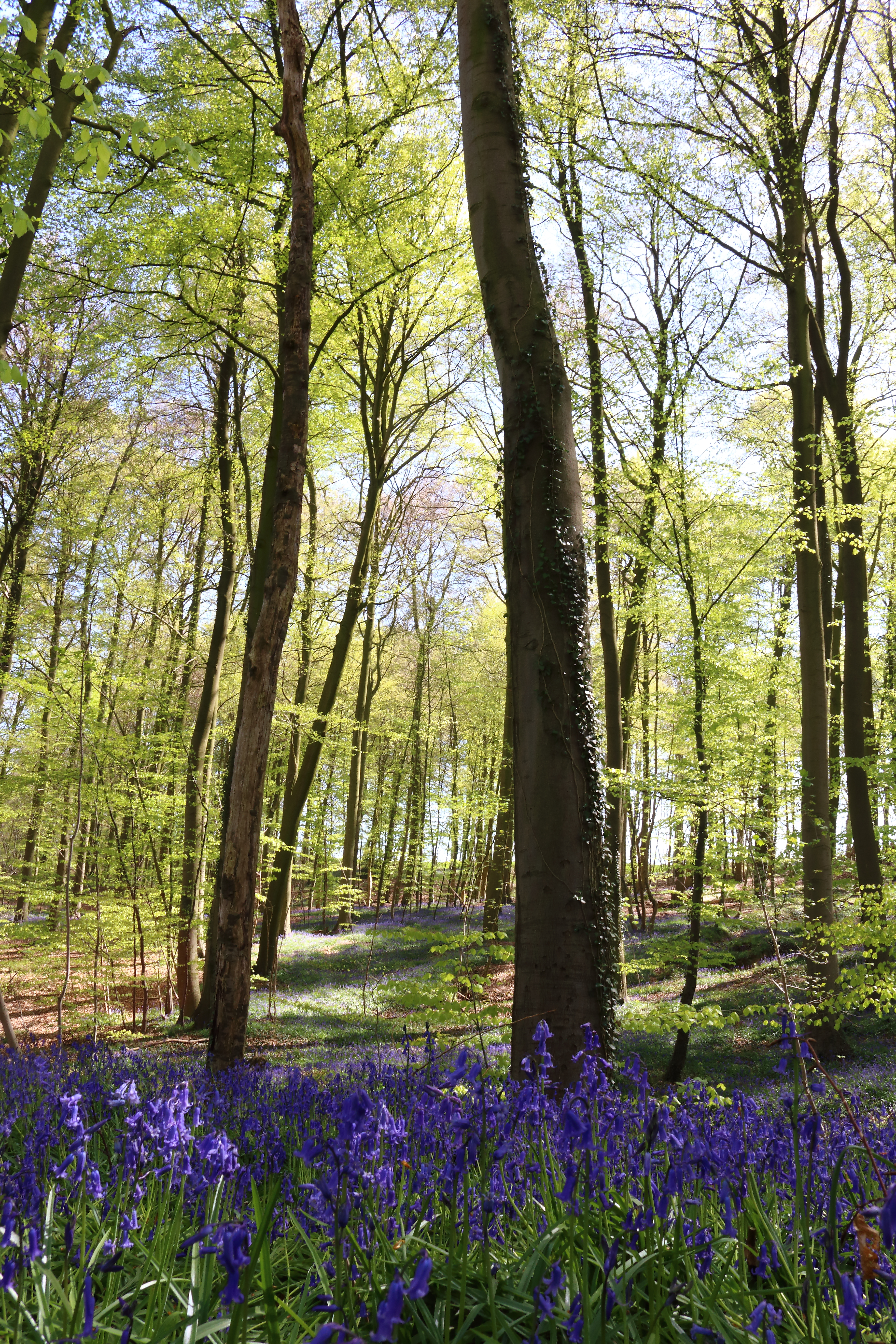
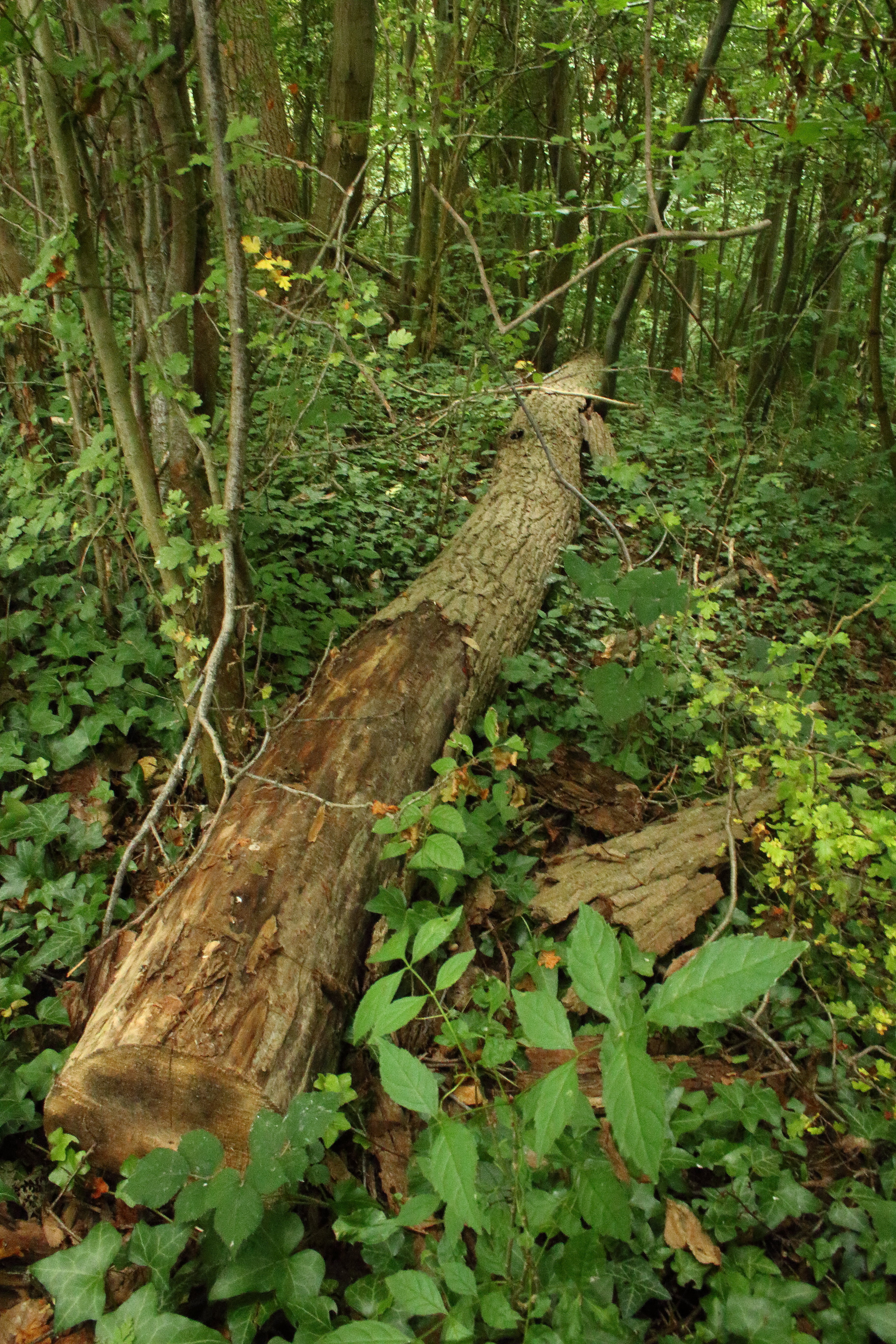
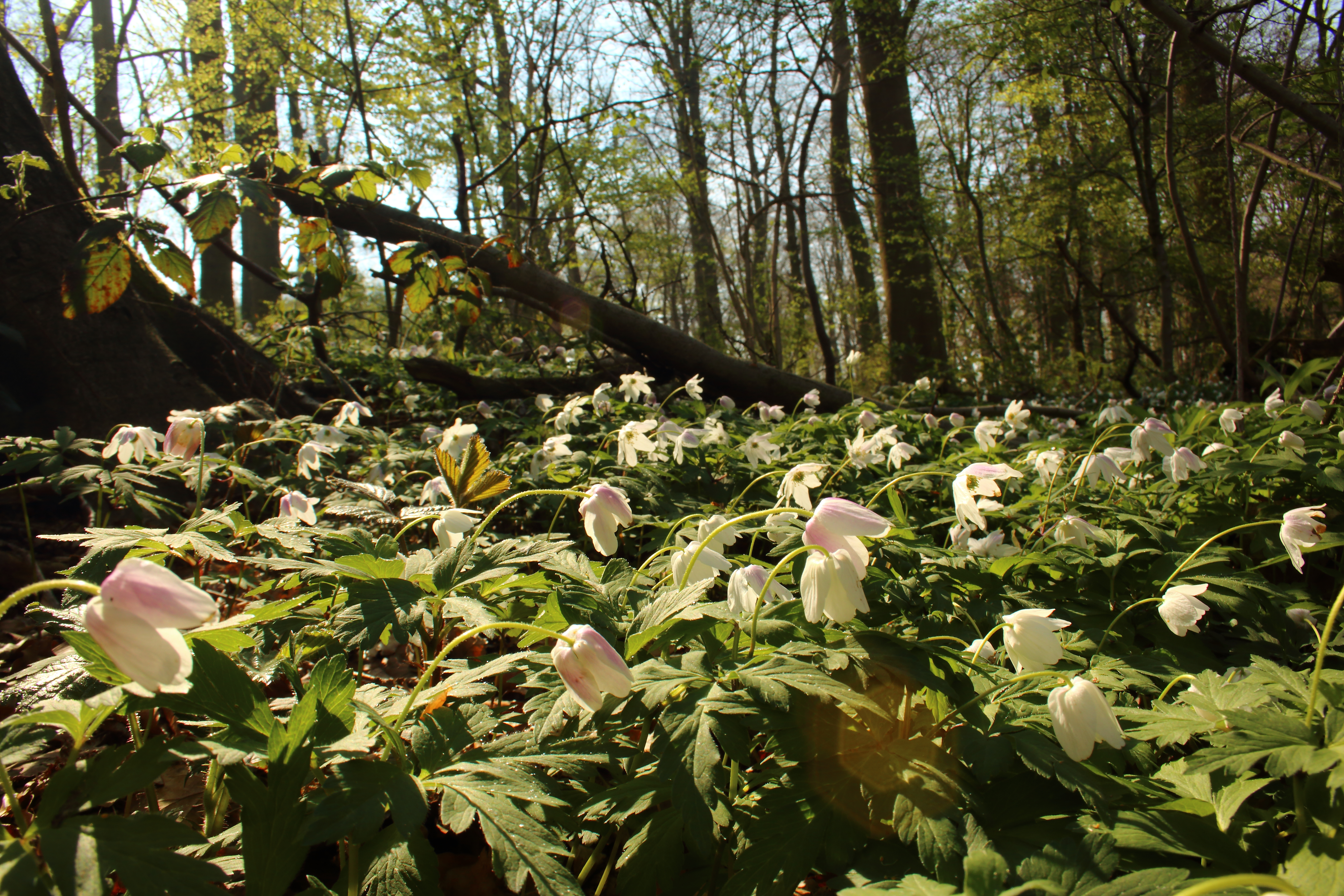
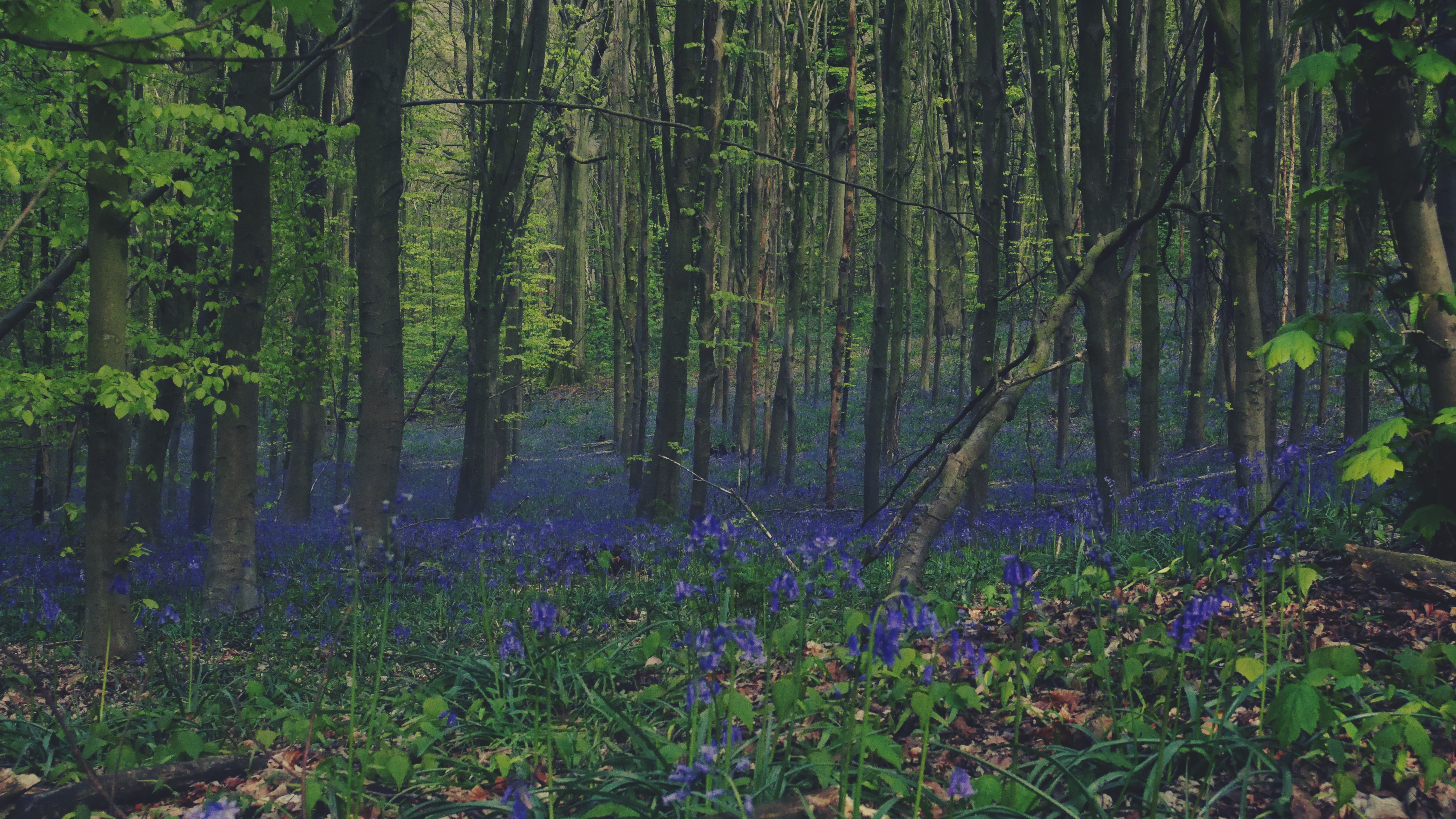
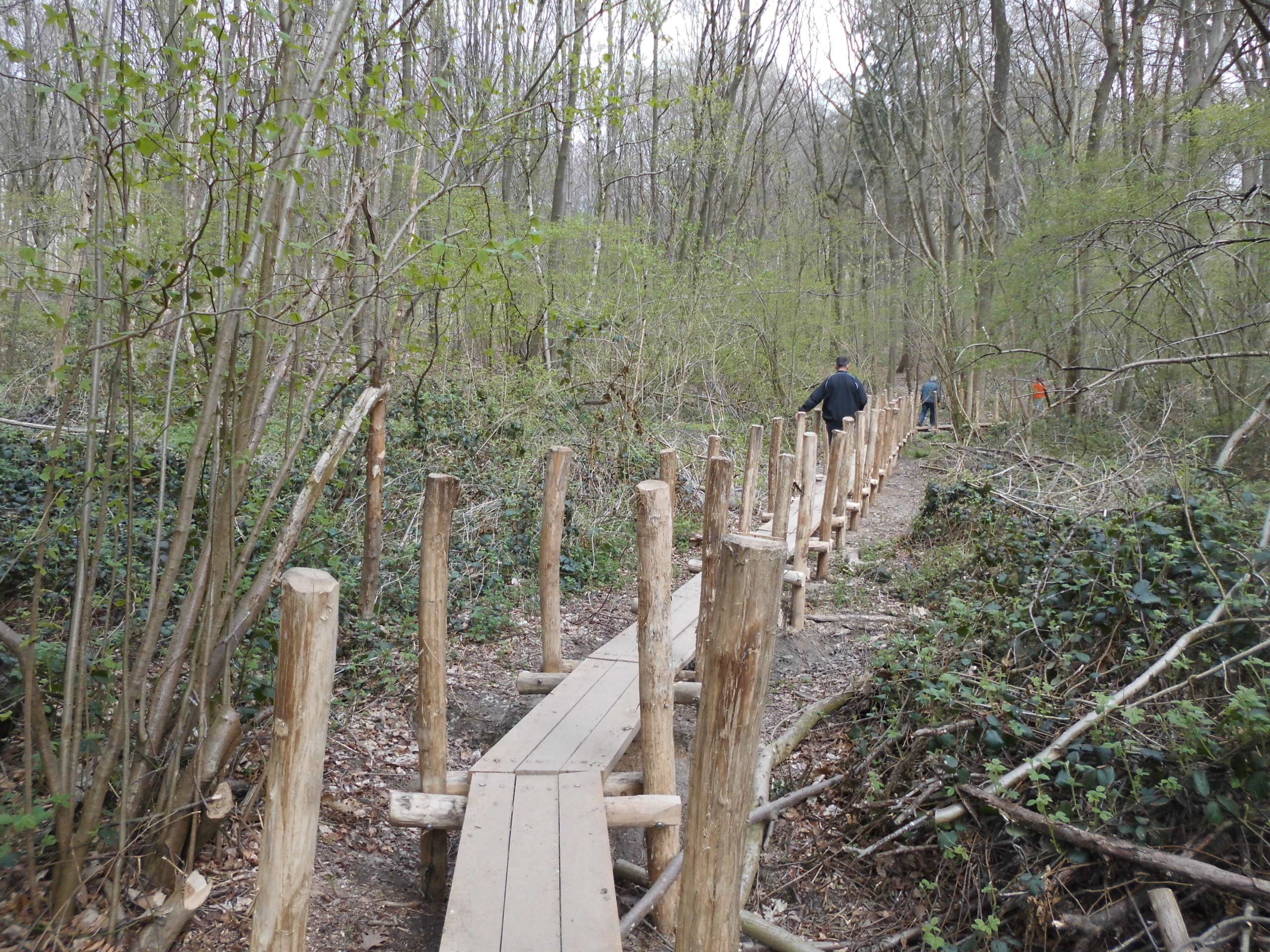
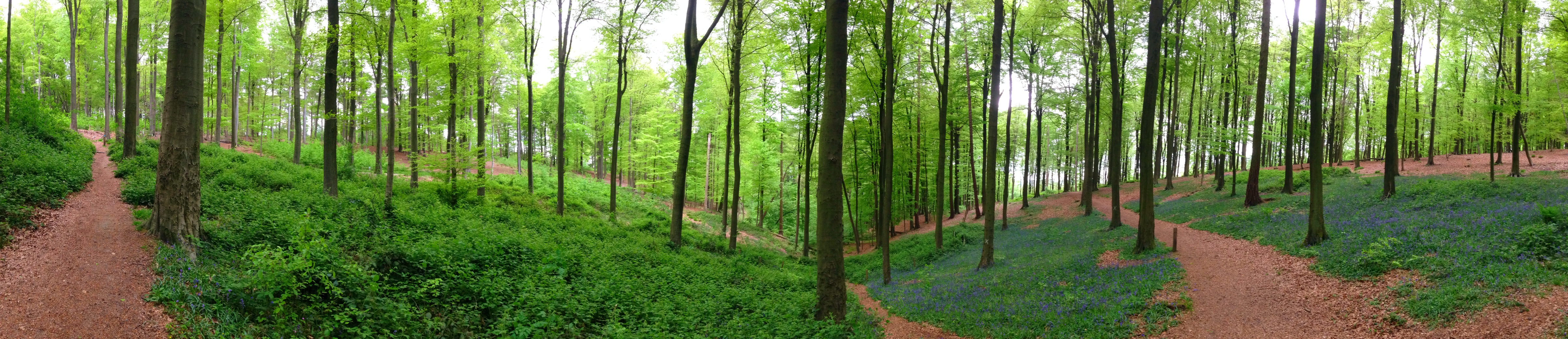
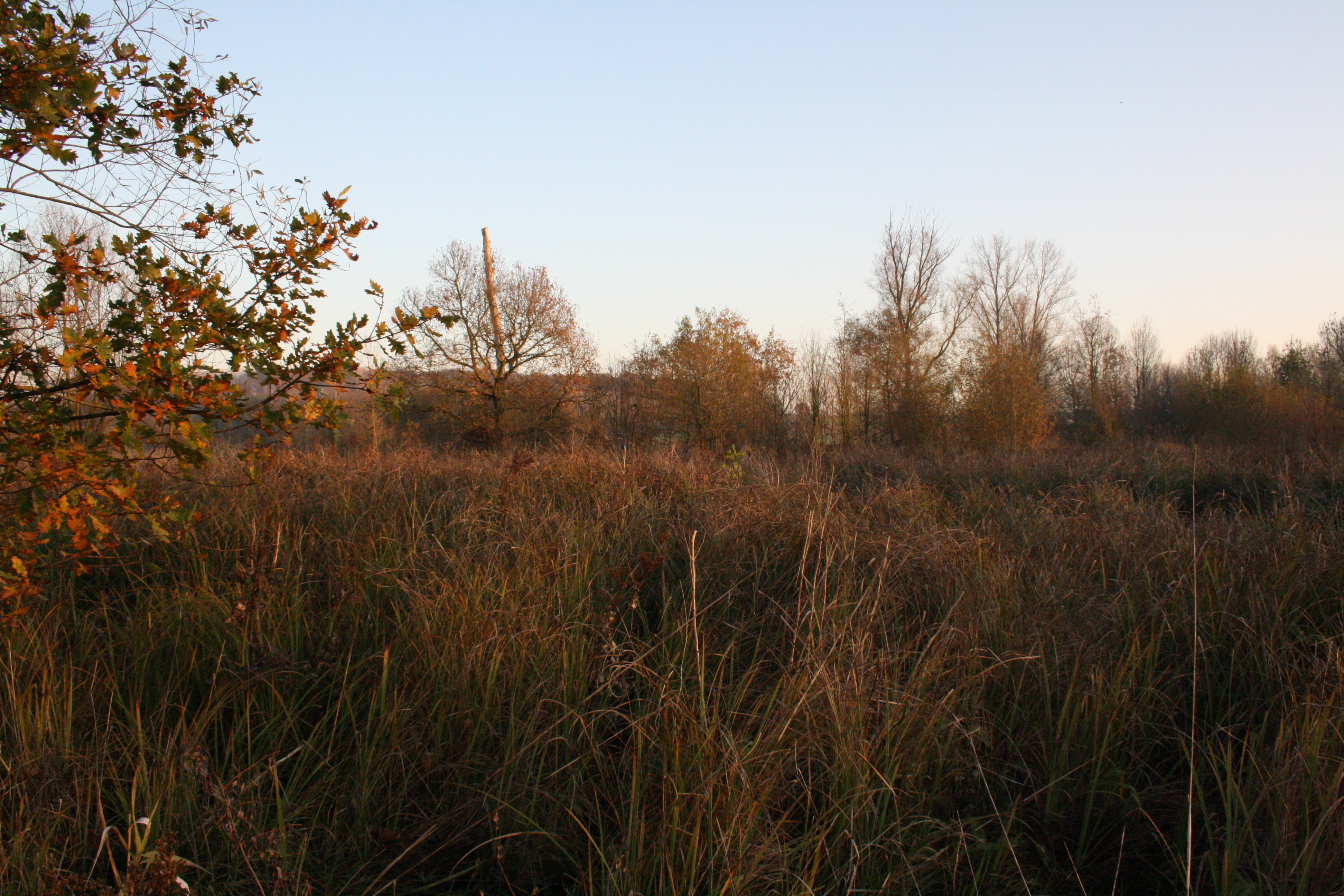
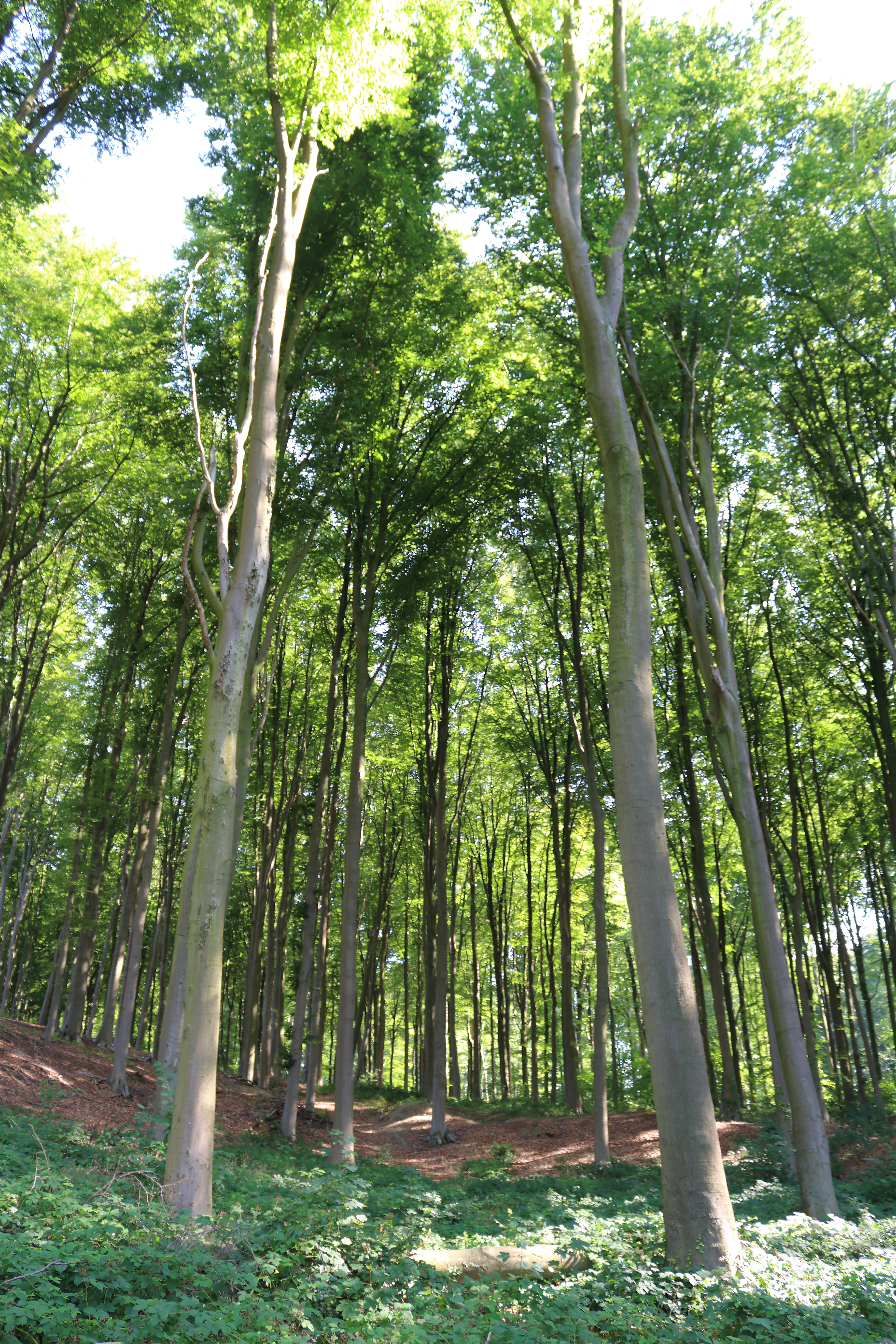
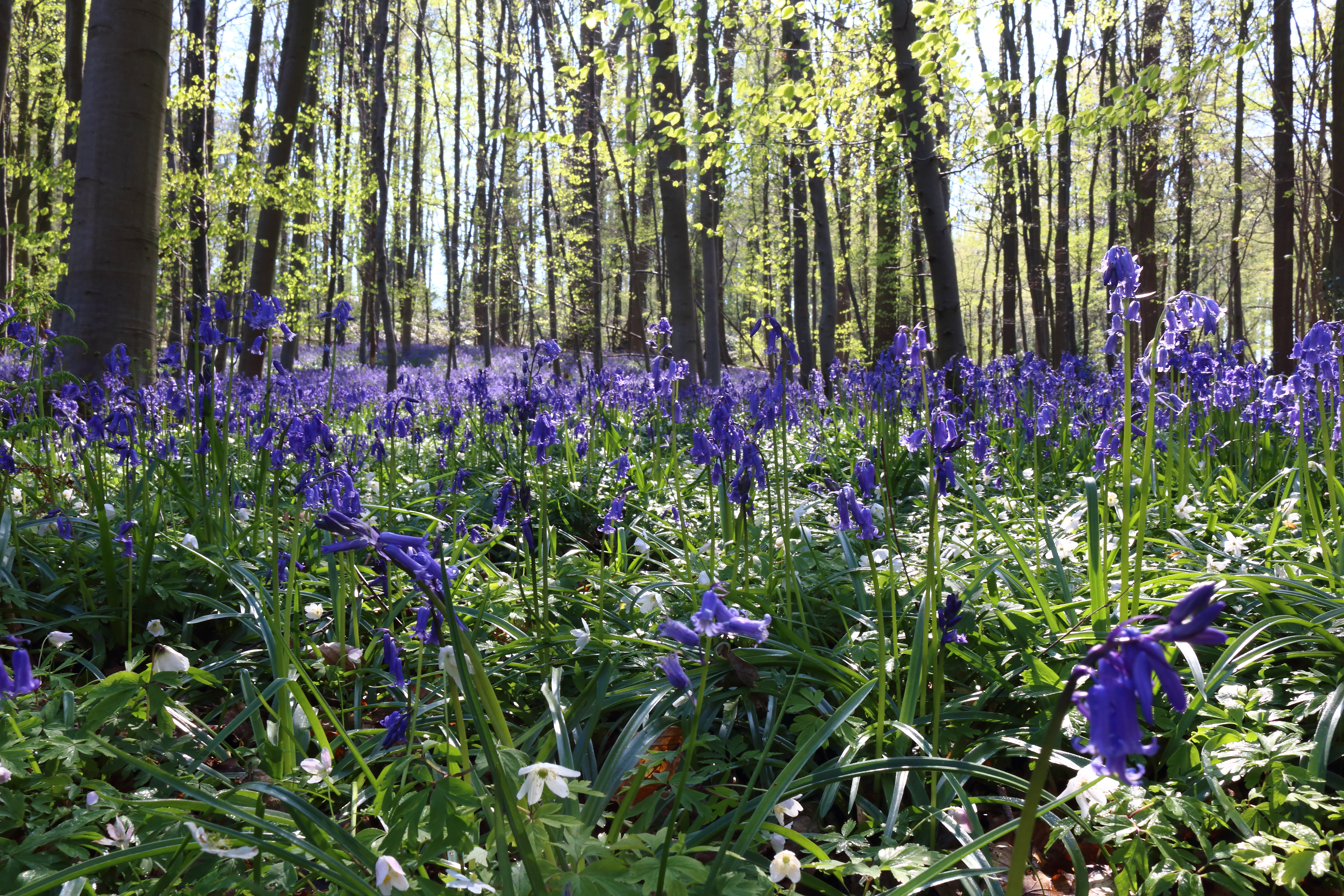
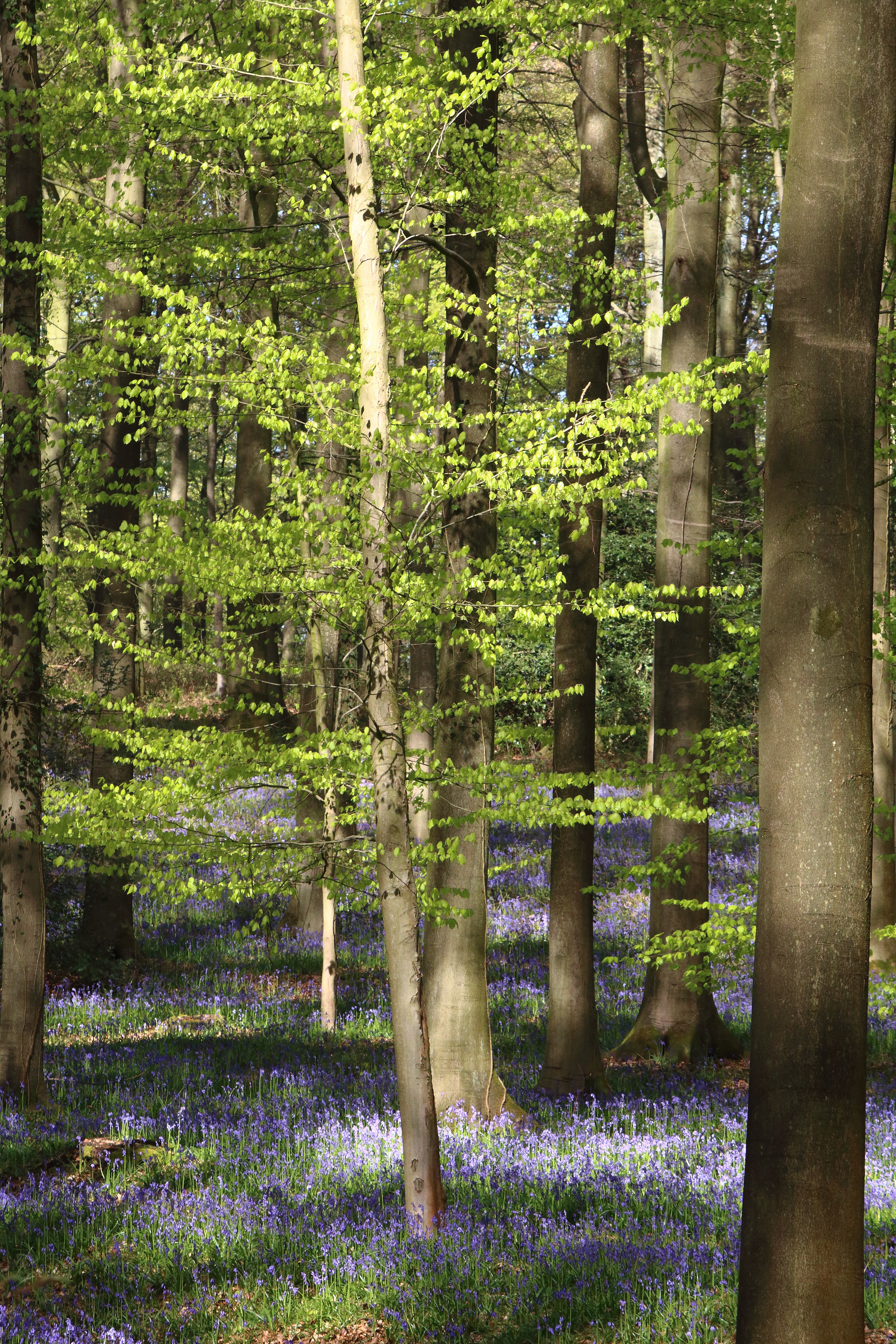
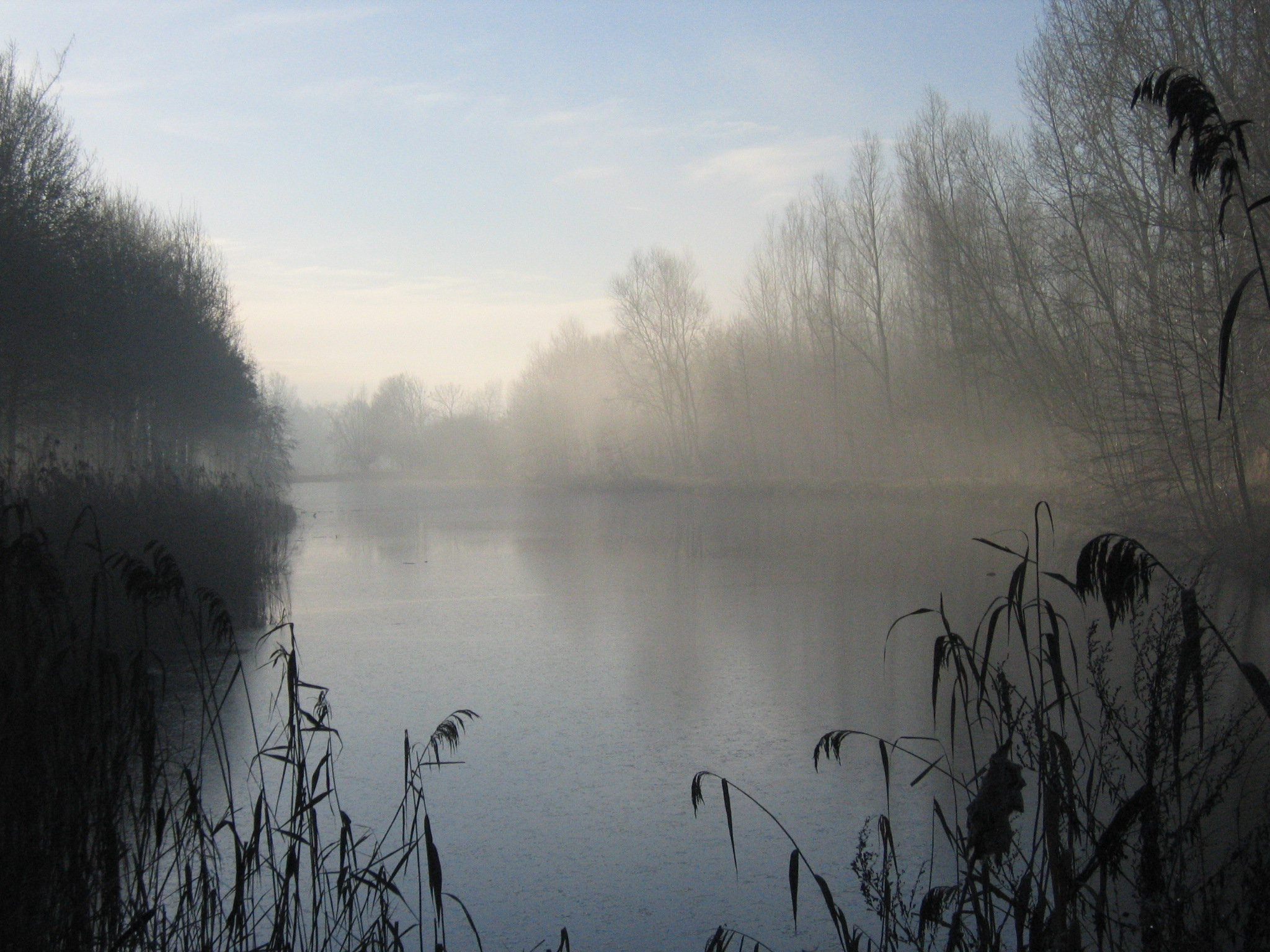
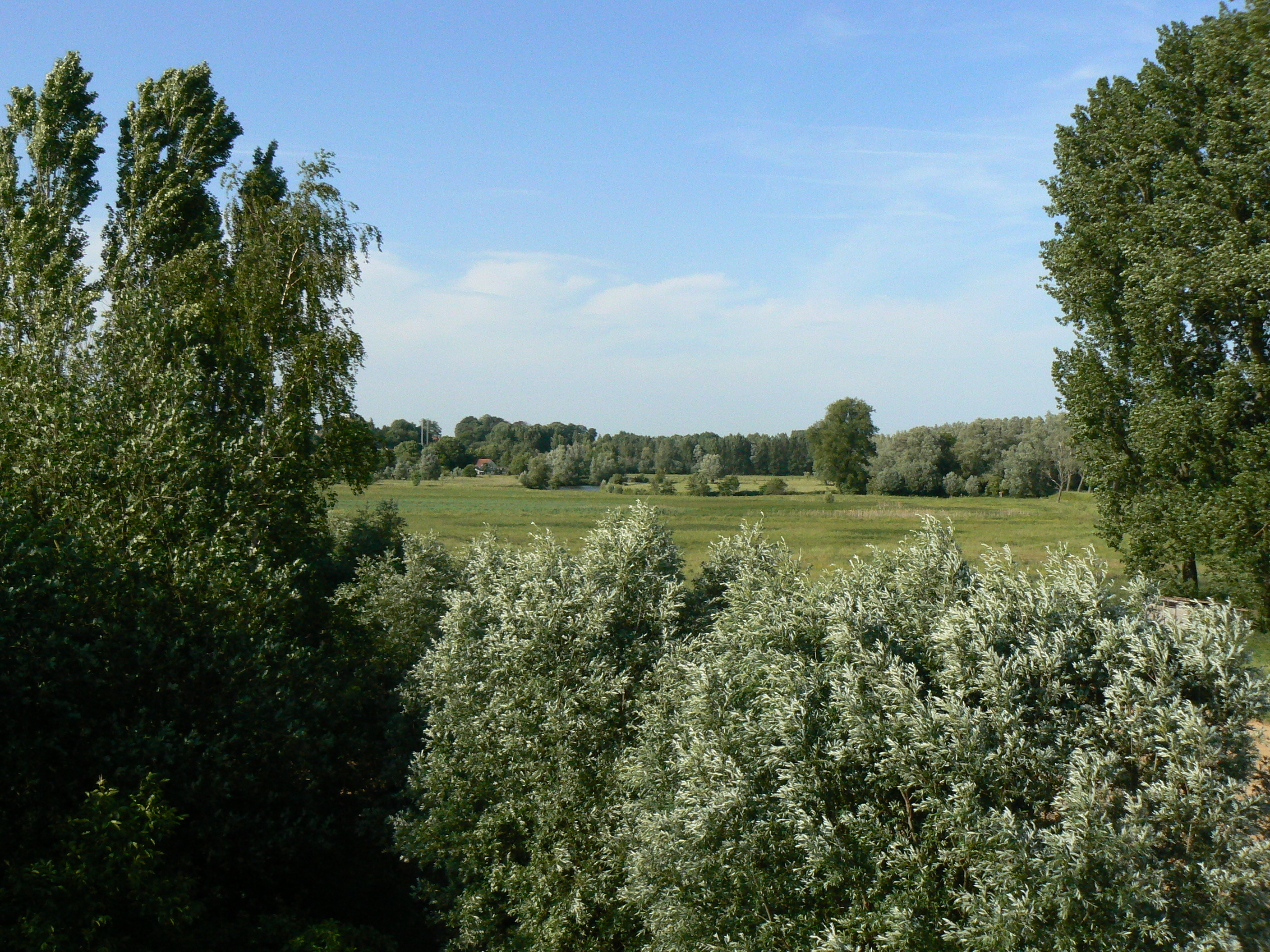
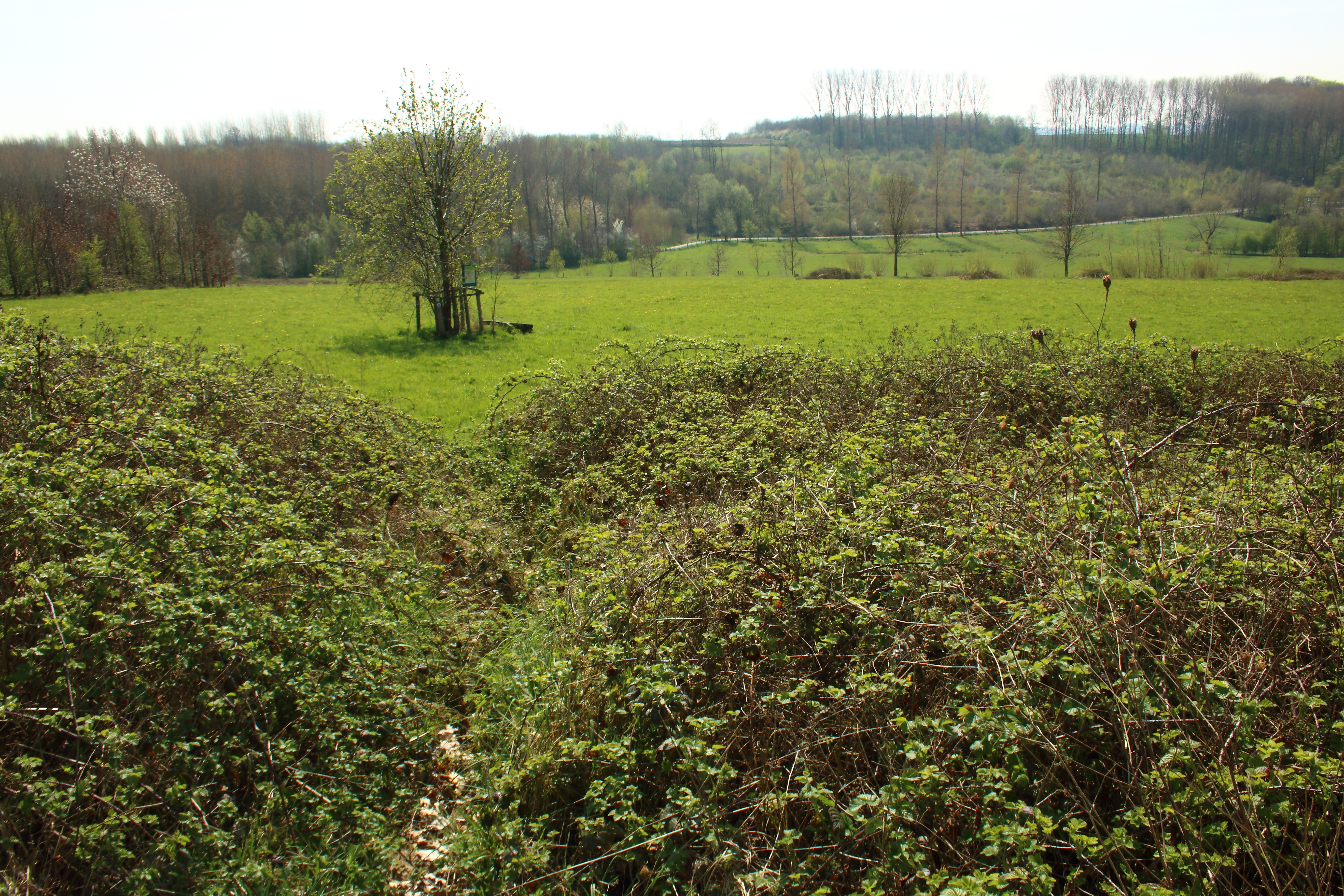

## Cinéma
En 1937, Charles Dekeukeleire réalise un drame paysan scénarisé par Herman Teirlinck intitulé Le mauvais œil dans les environs d’Oudenaarde.